# Michelangelo
Michelangelo di Lodovico Buonarroti Simoni (Caprese, 6 de março de 1475 — Roma, 18 de fevereiro de 1564), mais conhecido simplesmente como Michelangelo ou Miguel Ângelo, foi um pintor, escultor, poeta, anatomista e arquiteto italiano, considerado um dos maiores criadores da história da arte do ocidente.
Ele desenvolveu o seu trabalho artístico por mais de setenta anos entre Florença e Roma, onde viveram seus grandes mecenas, a família Medici de Florença, e vários papas romanos. Iniciou-se como aprendiz dos irmãos Davide e Domenico Ghirlandaio em Florença. Tendo o seu talento logo reconhecido, tornou-se um protegido dos Medici, para quem realizou várias obras. Depois fixou-se em Roma, onde deixou a maior parte de suas obras mais representativas. Sua carreira se desenvolveu na transição do Renascimento para o maneirismo, e seu estilo sintetizou influências da arte da Antiguidade clássica, do primeiro Renascimento, dos ideais do humanismo e do neoplatonismo, centrado na representação da figura humana e em especial no nu masculino, que retratou com enorme pujança. 
Várias de suas criações estão entre as mais célebres da arte do ocidente, destacando-se na escultura o Baco, a Pietà, o David, as duas tumbas Medici e o Moisés; na pintura o vasto ciclo do teto da Capela Sistina e o Juízo Final no mesmo local, e dois afrescos na Capela Paulina; serviu como arquiteto da Basílica de São Pedro implementando grandes reformas em sua estrutura e desenhando a cúpula, remodelou a praça do Capitólio romano e projetou diversos edifícios, e escreveu grande número de poesias.
Ainda em vida foi considerado o maior artista de seu tempo; chamavam-no de o Divino, e ao longo dos séculos, até os dias de hoje, vem sendo tido na mais alta conta, parte do reduzido grupo dos artistas de fama universal, de fato como um dos maiores que já viveram e como o protótipo do gênio. Foi um dos primeiros artistas ocidentais a ter sua biografia publicada ainda em vida. Sua fama era tamanha que, como nenhum artista anterior ou contemporâneo seu, sobrevivem registros numerosos sobre sua carreira e personalidade, e objetos que ele usara ou simples esboços para suas obras eram guardados como relíquias por uma legião de admiradores. Para a posteridade Michelangelo permanece como um dos poucos artistas que foram capazes de expressar a experiência do belo, do trágico e do sublime numa dimensão cósmica e universal.

## Biografia

### Primeiros anos

Brasão da família Buonarroti

Michelangelo foi o segundo filho de Lodovico di Lionardo Buonarroti Simoni e Francesca di Neri Buonarroti. Em sua certidão de batismo seu nome consta de duas formas, Michelagnelo e Michelagnolo Buonaroti; aparece na biografia de Vasari como Michelagnolo Bonarroti e na de Condivi como Michelagnolo Buonarroti. Quando jovem assinava como Michelagniolo. Essas primeiras biografias foram escritas quando ele ainda vivia e sua fama estava no auge, e seus admiradores, não contentes em estabelecer uma alta estirpe para sua família — cuja genealogia aparece hoje como duvidosa —, trataram de engrandecer eventos relacionados ao seu nascimento e infância, alegadamente proféticos de sua futura glória. Por exemplo, dizia-se que sua mãe caíra de um cavalo enquanto o carregava nos braços mas teriam saído ilesos do acidente; ainda bebê, dormindo no mesmo berço de um irmão, este contraiu grave doença contagiosa, da qual faleceu, mas Michelangelo milagrosamente não foi contaminado. Também diziam que seu mapa astral preconizava um futuro brilhante, por causa de uma conjunção de Vênus, Marte e Júpiter no Ascendente. Condivi disse que sua família era antiga e pertencia à nobreza, o que era aceito como um fato na época em que viveu. Seria descendente dos condes de Canossa, da região de Reggio Emilia, tendo entre seus ancestrais a célebre Matilde de Canossa, e ligados pelo sangue a imperadores. Um membro da família, Simone da Canossa, teria se radicado em Florença em 1250 e sido feito cidadão da República, encarregado da administração de uma das seis divisões florentinas. Ali mais tarde mudara seu sobrenome de Canossa para Buonarroti, em função do prestígio que vários indivíduos da família chamados Buonarroto adquiriram como magistrados, passando este ramo da Casa de Canossa a ser conhecido como Casa de' Buonarroti Simoni.

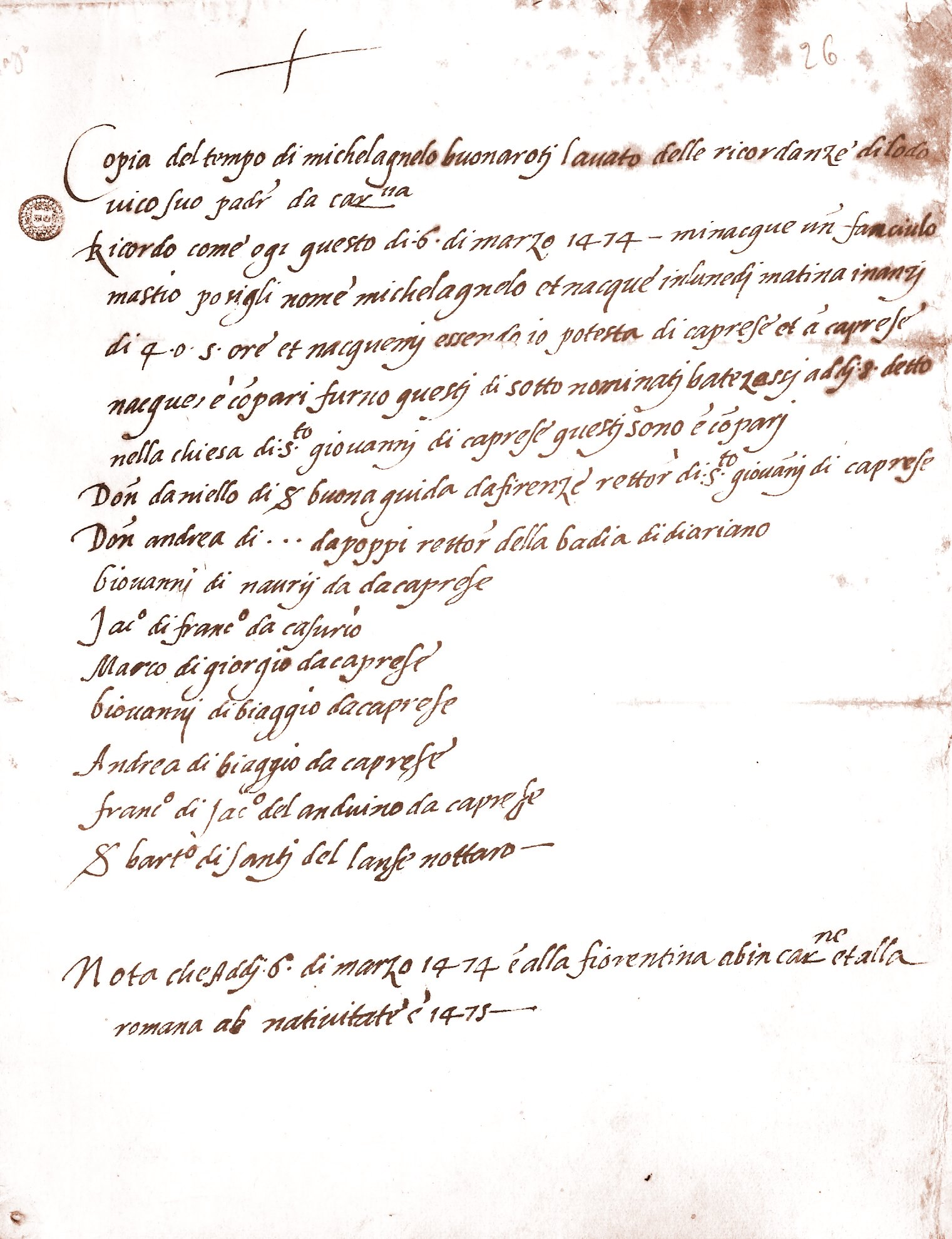
Fac-símile da certidão de batismo de Michelangelo. O original se encontra na Casa Buonarroti, em Florença

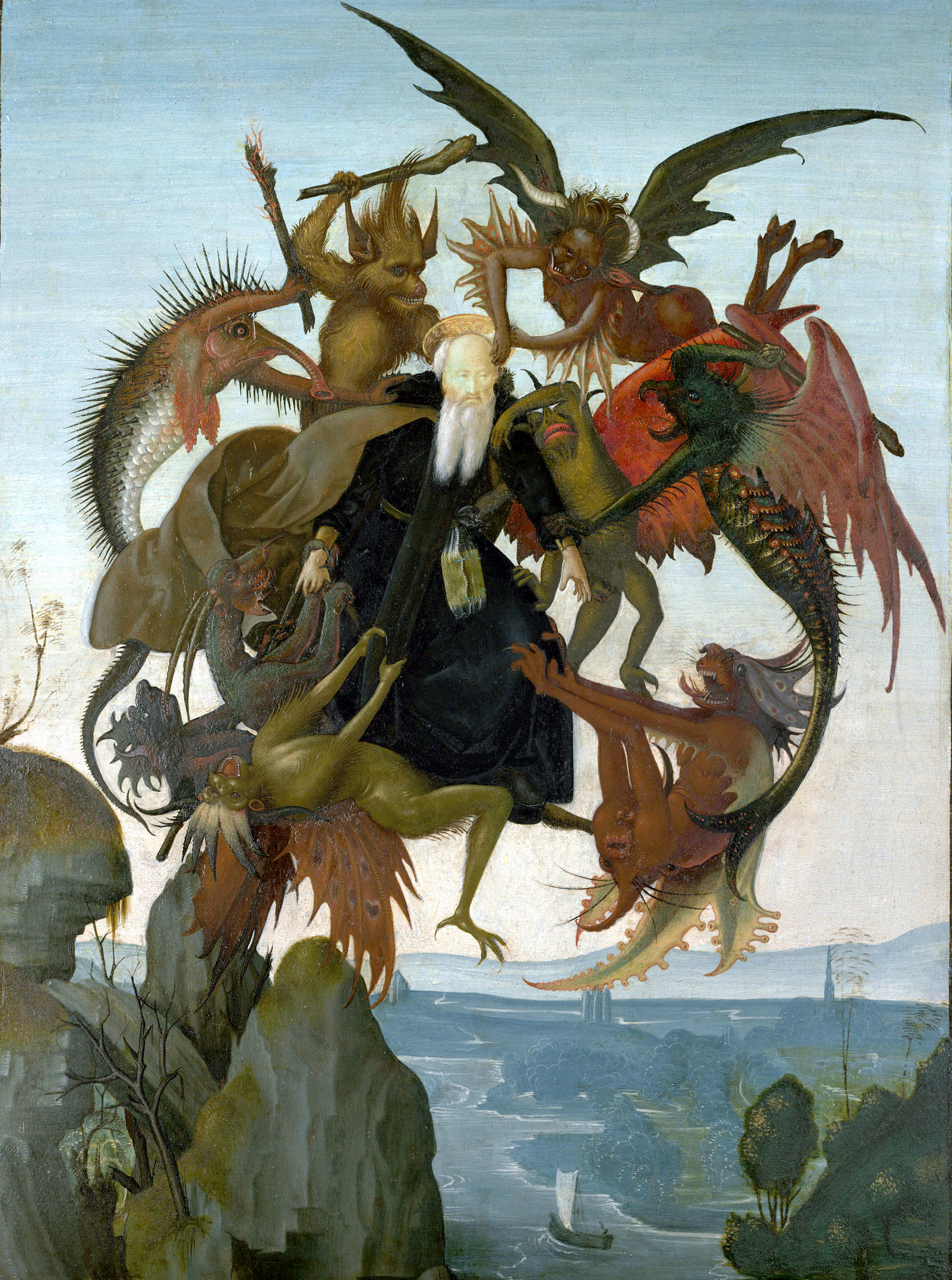
Atribuída a Michelangelo: Santo Antônio Abade atormentado por demônios, c. 1487–1488. Museu de Arte Kimbell

Lodovico na época do nascimento de Michelangelo era administrador das vilas de Caprese e Castello di Chiusi, subordinadas a Florença. Um mês depois, contudo, expirando o seu mandato, a família se transferiu definitivamente para Florença, mas o bebê, como era um hábito, foi entregue a uma ama para ser criado em Settignano, outra vila florentina, numa propriedade familiar. Com três anos voltou a viver na casa paterna, e com seis perdeu a mãe. Teve como irmãos Lionardo, o primogênito, e mais Buonarroto, Giovansimone e Gismondo. O pai, mesmo possuindo algum prestígio, não era rico. Sua família era numerosa e suas rendas, baseadas principalmente na propriedade rural em Settignano, eram insuficientes para manter um elevado padrão de vida. O salário que recebia da República era baixo, 500 liras a cada seis meses, e ficava obrigado a pagar com ele mais dois notários, três servos e um cavalariço. A antiga fortuna da família, adquirida no comércio e no câmbio, começara a se dissipar com seu próprio pai, que teve de prover dotes para suas filhas, pagar dívidas vultosas e não obteve cargos lucrativos, e a situação piorou na geração seguinte, a ponto de estarem perto de perder seu estatuto de patrícios e decair para a plebe.
Reconhecendo que Michelangelo era especialmente dotado, assim que atingiu a idade adequada Lodovico o enviou para ser educado por Francesco da Urbino, esperando que seguisse uma carreira prestigiada. Para a sua frustração, o filho fez pouco progresso na gramática, no latim e na matemática, e roubava tempo dos estudos para procurar a companhia de artistas e desenhar. Tornou-se amigo de Francesco Granacci, discípulo de Domenico Ghirlandaio, que o incentivou nas artes e o levava para frequentar o atelier de seu mestre, com o resultado de ele abandonar o interesse pela instrução regular, e por isso receber repetidas punições de seu pai e irmãos, para quem a carreira artística era indigna da nobreza de sua linhagem. Mesmo assim, conseguiu finalmente vencer a oposição paterna e ser admitido como discípulo de pintura dos irmãos Davide e Domenico Ghirlandaio, através de um contrato com duração estipulada de três anos, assinado em 1 de abril de 1489, ganhando um salário de 24 florins de ouro, o que não era uma prática costumeira naquele tempo. Disse Condivi que a primeira obra acabada de Michelangelo foi a pintura Santo Antônio Abade atormentado por demônios a partir de uma gravura de Martin Schongauer, tão bem-feita que teria suscitado a inveja de Domenico. As relações entre ambos já deviam estar tensas, pois Michelangelo tinha o hábito de jactar-se como superior a Domenico e certa vez ousara corrigir os seus desenhos, humilhando-o, o que não foi pouca coisa, dado que era então um dos pintores mais importantes de Florença, e a insolência deve ter repercutido fundo no espírito do mestre. Outra peça que produziu na época, uma cópia de uma cabeça antiga, teria resultado tão bem que o proprietário do original, recebendo em vez a cópia, não conseguiu perceber a troca. Somente pela indiscrição de um companheiro de Michelangelo a artimanha foi descoberta, e comparando-se ambos os trabalhos, o talento de Michelangelo se tornou reconhecido.
Mas é provável que esses relatos tenham sido muito magnificados — Vasari, na segunda versão de sua biografia, disse que a obra de Condivi tinha muitas inverdades —, pois considerando o reduzido tempo que permaneceu ali, e sabendo-se hoje dos rigorosos hábitos disciplinares do aprendizado artístico da época, que iniciava com as tarefas mais humildes, ele dificilmente teria tido condições de desenvolver tão cedo uma técnica capaz de produzir obras de qualidade tão alta como é declarado. Ainda seria apenas um serviçal, como todos os principiantes, mantendo os materiais e ferramentas dos mestres e dos discípulos mais graduados em ordem e em condições de uso, limpando o espaço, e ficando à disposição dos mestres para atender quaisquer outras demandas para o bom funcionamento da oficina. No pouco tempo que lhes restava era-lhes permitido exercitar o desenho através da cópia de modelos consagrados, mas isso nessa primeira fase era raro, pois além do trabalho servil ser exaustivo o papel era caríssimo e não podia ser gasto à toa com alunos ainda despreparados. Somente quando os alunos dominavam essa parte instrumental e já conheciam em profundidade as propriedades dos materiais da arte era-lhes dado acesso ao conhecimento dos rudimentos mais básicos da criação, servindo então como assistentes diretos dos mestres, mas ainda apenas esticando as telas e preparando os painéis em madeira, dando-lhes as camadas de base, pintando alguns detalhes menos importantes da composição e se aprofundando no estudo do desenho. Entretanto, parece certo que quando ingressou na oficina de Ghirlandaio Michelangelo já havia praticado muito desenho, e assim é difícil determinar com exatidão até onde vai a verdade das biografias primitivas, até porque elas constantemente tendem a exaltar o seu sujeito, mesmo que seja reconhecido que seu talento foi precoce e seu desenvolvimento, muito rápido.

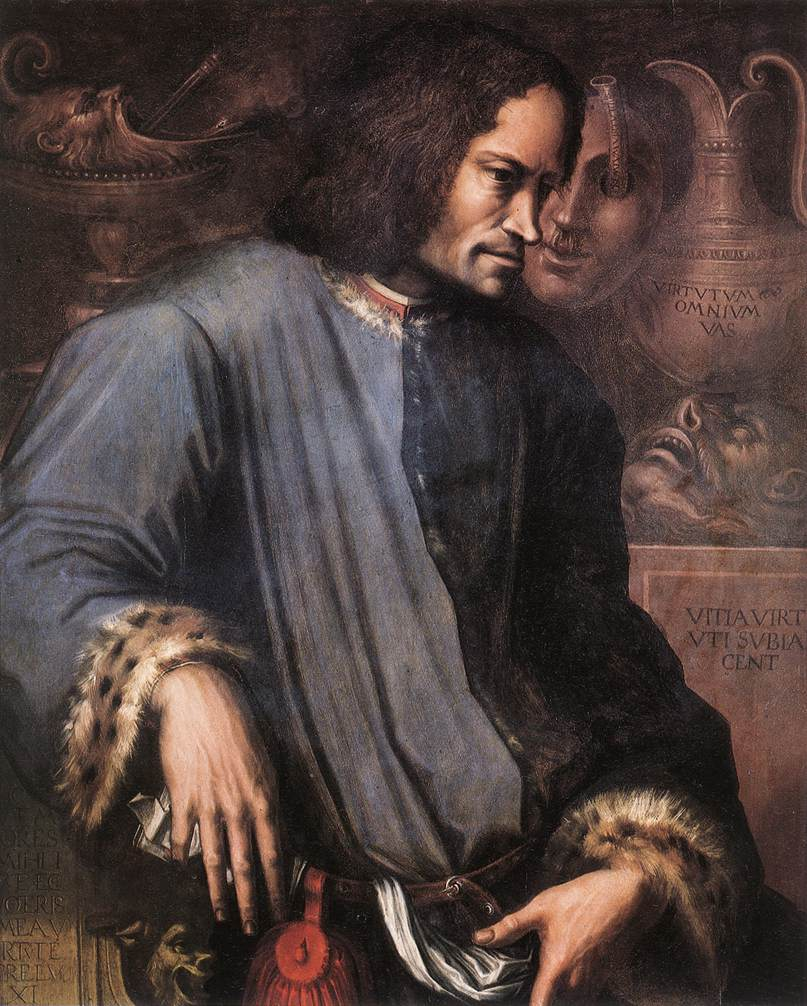
Giorgio Vasari: Retrato póstumo de Lourenço de Médici. Galleria degli Uffizi, Florença

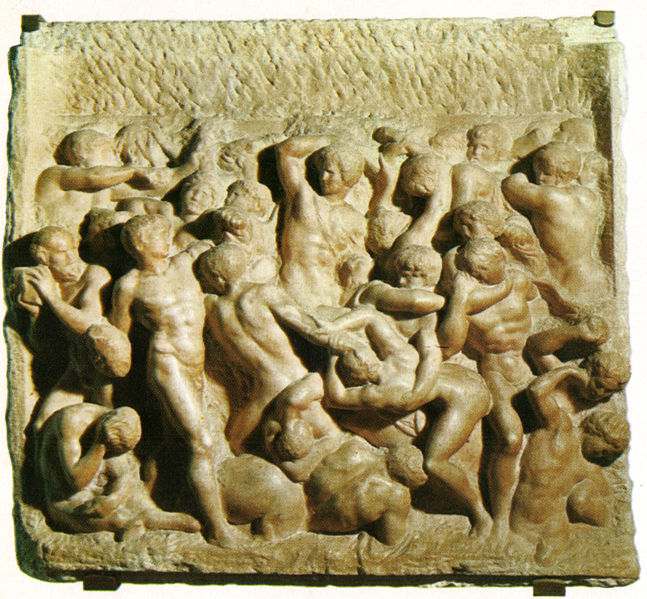
Michelangelo: Centauromaquia, c. 1492. Casa Buonarroti, Florença

### Juventude
Michelangelo não terminou seu aprendizado com os Ghirlandaio. Um ano depois deixou o atelier e entrou na proteção de Lourenço de Médici. Os autores divergem sobre as circunstâncias desse evento. Talvez por seu temperamento rebelde ele tenha se tornado uma presença irritante para os seus mestres, também ele aparentemente não apreciava tanto a pintura como a escultura; Barbara Somervill disse que seu pai, confiando na força de um parentesco distante com os Médici e na disposição de Lourenço em ajudar seus familiares pobres, apelou para que ele o aceitasse como aprendiz; Vasari e Condivi alegam que foi por solicitação direta de Lourenço a Lodovico. Seja como for, com quinze anos de fato ele passou a viver no palácio dos Medici. Lourenço era o chefe de sua ilustre família, então a mais rica da Itália, governava de facto Florença embora não tivesse cargo oficial, e reunira em torno de si uma brilhante corte de humanistas e artistas, sendo ele próprio um poeta e intelectual. Foi uma circunstância afortunada para Michelangelo, pois recebia o atraente salário de cinco ducados por semana, e pôde desfrutar da amizade pessoal com o mecenas, comendo em sua mesa, e da atmosfera erudita do seu círculo, do qual participavam Angelo Poliziano, Pico della Mirandola e Marsilio Ficino, reforçando sua educação precária e entrando em contato com o Neoplatonismo. Fez amigos também entre os filhos da casa, que mais tarde se tornaram seus patronos, e mais importante para sua carreira foi poder frequentar o célebre Jardim de Esculturas que Lourenço organizara com uma importante coleção de fragmentos da Antiguidade clássica, de cujo estudo retirou substancial informação para desenvolver seu estilo pessoal na escultura.
Para administrar esse jardim, Lourenço contratara o escultor Bertoldo di Giovanni, que havia sido aluno de Donatello, e com ele Michelangelo teve algo que se aproximou de um professor de escultura, embora aparentemente não tenha seguido seus métodos. Sua primeira obra para Lourenço parece ter sido uma cabeça de fauno, que não sobreviveu, mas segundo consta foi tão bem realizada que com ela Lourenço definitivamente se rendeu ao talento do jovem. Outras obras dessa fase foram um crucifixo para o prior do Hospital do Santo Espírito, que lhe permitia dissecar cadáveres para estudar sua anatomia, um baixo-relevo hoje conhecido como a Madonna da Escada, à maneira de Donatello, e o alto-relevo da Centauromaquia, criado sob o conselho de Poliziano e possivelmente inspirado em um motivo encontrado em um sarcófago romano, que despertou a admiração, até das gerações seguintes, como uma obra já madura, ainda que tenha sido deixado inconcluso.
Pouco depois, em 8 de abril de 1492, Lourenço faleceu, deixando o governo para seu filho Pedro de Médici (Piero), de apenas vinte e um anos de idade. Segundo Condivi, para Michelangelo a morte de seu patrono foi um grande choque, tendo permanecido dias em funda tristeza, incapaz de qualquer ação. Retirou-se para a casa de seu pai, onde esculpiu um Hércules de grandes dimensões, que foi vendido para Francisco I da França, mas do qual não se conhece o paradeiro. Sucedeu então que caísse uma grande nevasca sobre Florença, e então Pedro lembrou-se do amigo. Intimou que ele acorresse ao seu palácio para fazer um boneco de neve, e renovou o convite para que o artista vivesse no palácio Medici a fim de que as coisas continuassem da maneira que eram antes da morte de Lourenço. O convite foi aceito e Michelangelo novamente se tornou um favorito, mas Pedro carecia de toda a sabedoria política de seu pai, era tirânico e completamente inepto para a sua função. Tanto que atraiu a condenação de Savonarola e o descontentamento popular cresceu rápido. Percebendo o rumo fatal que os acontecimentos tomavam, e por causa de sua íntima associação com Pedro, Michelangelo fugiu secretamente primeiro para Bolonha, e depois seguindo para Veneza, poucas semanas antes de Florença ser invadida por Carlos VIII de França e Pedro ser derrubado e expulso de lá junto com toda a sua família.
Não conseguindo trabalho em Veneza, voltou para Bolonha, onde encontrou um novo patrono em Gianfrancesco Aldovrandi, em cuja casa permaneceu por um ano. Por sua sugestão produziu figuras para a tumba inacabada de São Domingos, um Anjo segurando um candelabro, um São Proclo e um São Petrônio, além de entreter seu mecenas com leituras de Dante, Petrarca e Boccaccio, apreciadas por seu dialeto toscano ser o mesmo em que haviam sido escritas. Entretanto, conheceu obras classicistas de Jacopo della Quercia, que exerceram significativa influência em seu estilo. No inverno de 1495 voltou brevemente a Florença. Condivi e Vasari relataram que Michelangelo encontrou-se com Lorenzo di Pierfrancesco de' Medici, que o encorajou a esculpir um São João, e depois um Cupido adormecido, induzindo o artista a patiná-lo para que pudesse ser vendido como uma antiguidade por um bom preço no mercado romano. Michelangelo o teria enviado para Roma em 1496 e sido adquirido pelo Cardeal Raffaele Riario, mas Clacment alega que a história é muito duvidosa.

### Maturidade

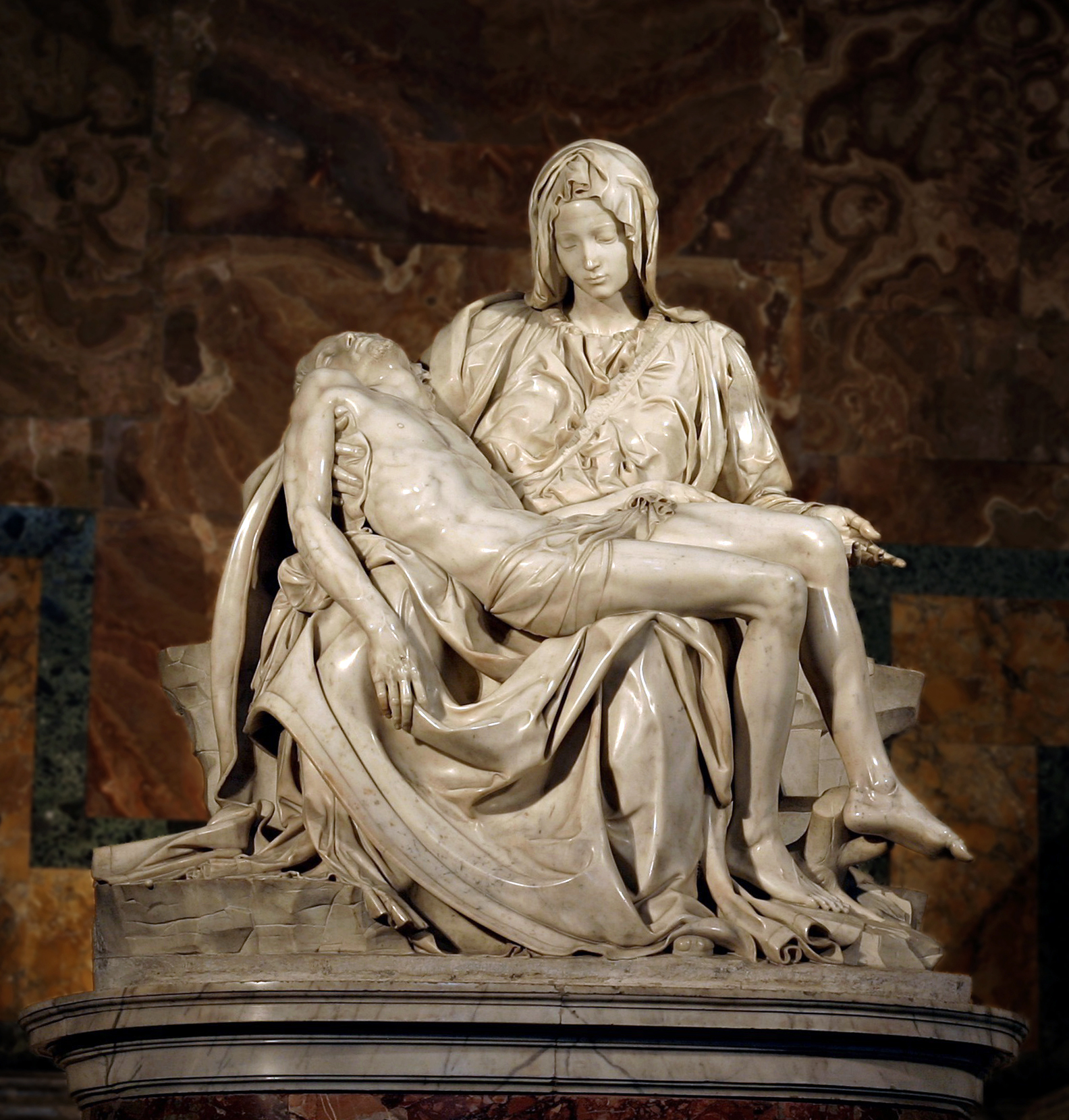
Michelangelo: Pietà, 1499. Basílica de São Pedro, Vaticano

De qualquer forma ele viajou para Roma em seguida e hospedou-se por um ano com Riario, mas para ele aparentemente não produziu nada. Sua obra seguinte, um Baco embriagado de grandes dimensões e traços claramente clássicos, foi feita a pedido do banqueiro Jacopo Galli, que solicitou ainda um Cupido em pé, e através de quem Michelangelo conheceu o Cardeal Jean de la Grolaye de Villiers, embaixador da França junto ao Papa, que encomendou a célebre Pietà, um tema raro na Itália mas comum na França, que foi imediatamente aclamada como uma obra-prima, alçando-o à fama. Logo recebeu outras comissões, incluindo quinze estatuetas de santos para o Cardeal Francesco Piccolomini, mas realizou destas apenas quatro, interrompendo o trabalho em 1501 para atender um chamado da Catedral de Florença.
A encomenda foi de um David, a ser instalado nos contrafortes da Catedral. Michelangelo escolheu para a obra um enorme bloco de mármore que havia sido trabalhado parcialmente por outros escultores mas permanecia abandonado há quarenta anos, com mais de 5 metros de altura. Talhar uma obra desse vulto ainda hoje é um desafio técnico enorme, e quando pronta em 1504 o resultado foi considerado tão brilhante e magnificente que foi formada uma comissão de notáveis para decidir onde colocá-la, pois se julgou merecer uma posição mais destacada do que a prevista anteriormente. Assim, foi instalada diante do Palácio dos Priores, a sede administrativa da República, como um símbolo das virtudes cívicas florentinas. Durante esses anos envolvido com o David, Michelangelo ainda achou tempo para criar várias Madonnas para patronos privados, uma em forma de estátua, duas em relevo e uma pintura, esta sendo especialmente significativa como um exemplo precursor do Maneirismo florentino. Condivi mencionou mais duas obras, em bronze, um David e uma Madonna, que não são conhecidas. Depois do sucesso absoluto de seu David, Michelangelo foi atraído para projetos monumentais, mas raramente aceitava ajudantes diretos, de forma que muitos deles não foram acabados. Foi o caso da outra empreitada com que os magistrados florentinos o incumbiram, um grande afresco para a Sala do Conselho, representando a Batalha de Cascina, um evento da guerra em que Florença conquistou Pisa. Leonardo da Vinci foi convidado no mesmo momento para fazer outra grande pintura na parede oposta da sala. Nem uma das duas foi terminada, e a de Michelangelo sequer saiu do estudo preparatório. Em 1505, Michelangelo aceitou um pedido de doze grandes Apóstolos em mármore para a Catedral, mas somente um, Mateus, foi começado, e mesmo este foi abandonado antes de acabar, pois o Papa Júlio II o chamara para Roma.

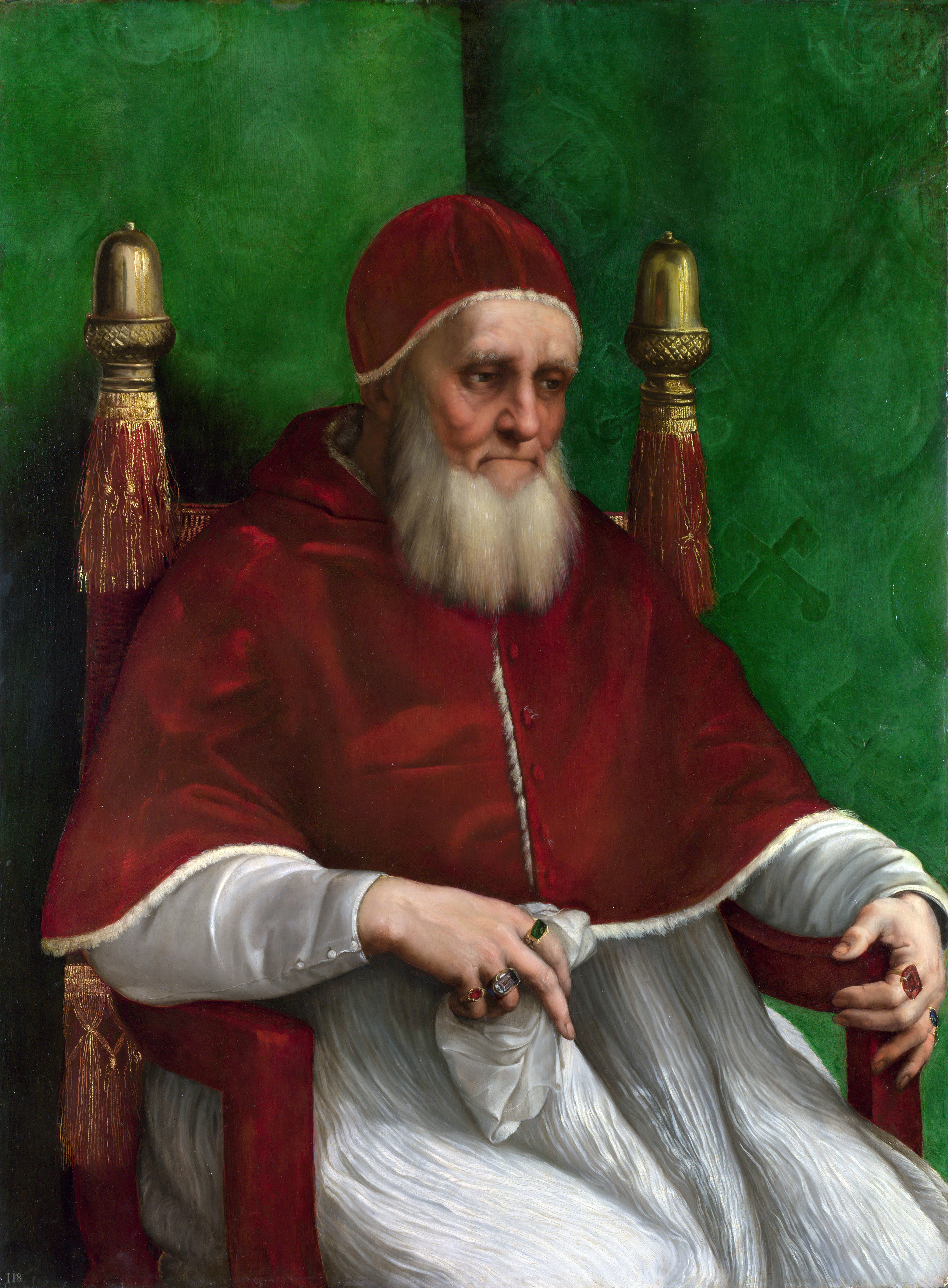
Rafael Sanzio: Retrato de Júlio II, 1511–1512. National Gallery, Londres

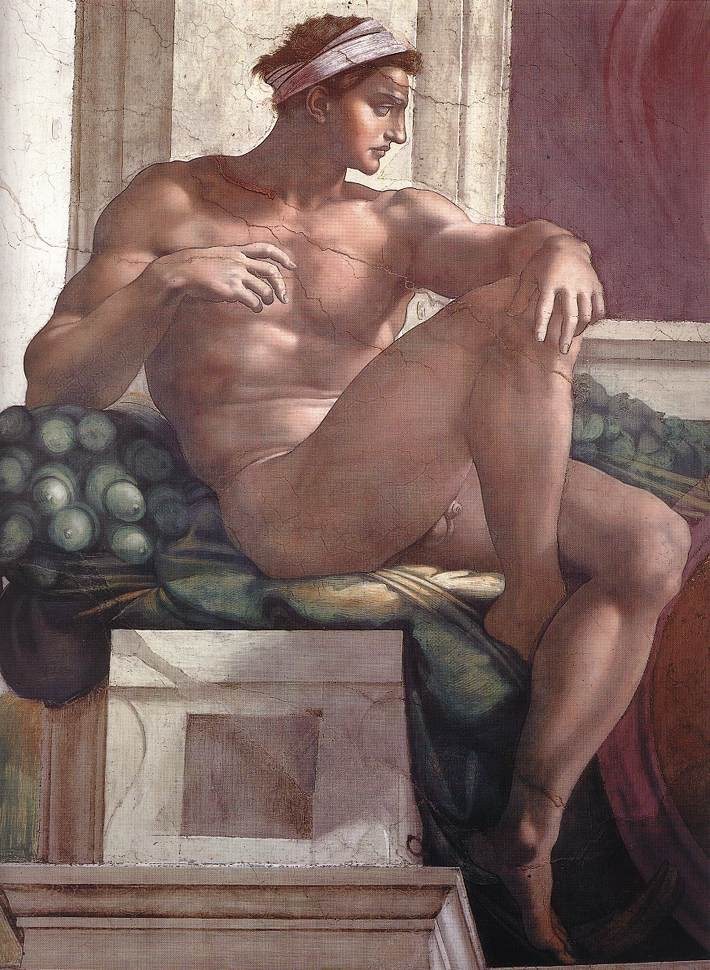
Michelangelo: Um dos nus do teto da Capela Sistina

Júlio era tão fascinado pelo grandioso quanto Michelangelo, e era voluntarioso; seus atritos com o artista, cujo temperamento também era forte, se tornaram lendários. Planejara erguer uma portentosa tumba para si mesmo, com quarenta estátuas. Definido o desenho, Michelangelo viajou para as minas de mármore em Carrara para selecionar as pedras, passando lá oito meses. Quando o material chegou a Roma ocupou boa parte da Praça de São Pedro. Mas estando Júlio engajado ao mesmo tempo na reconstrução da vasta Basílica de São Pedro, os fundos para o trabalho logo secaram. Michelangelo supôs que o arquiteto de São Pedro, Bramante, havia envenenado o papa contra ele, e deixou Roma, voltando para Florença. O papa fez pressão sobre as autoridades florentinas exigindo o seu retorno, e em vez de continuar as obras da sua tumba mandou-o criar uma colossal estátua sua em bronze para instalar em Bolonha, que recém havia conquistado em suas expedições militares. Depois de pronta o fez aceitar, a contragosto, o encargo de pintar o enorme teto da Capela Sistina, completado em apenas quatro anos, entre 1508 e 1511. O resultado foi muito além das expectativas papais, e mesmo que Michelangelo não estivesse muito à vontade com a técnica da pintura, preferindo sempre a escultura, deu provas de possuir um gênio pictórico comparável ao que produziu o David e a Pietà.
Assim que terminou o teto, Júlio mandou que ele voltasse a trabalhar em sua tumba, que jamais foi acabada segundo o plano original. Júlio morreu em 1513 e o projeto então foi revisado várias vezes e sucessivamente reduzido pelos outros papas, transformando-se em uma obra muito mais modesta do que a pretendida. Das quarenta estátuas do plano o monumento atual possui apenas sete, e destas somente o Moisés (1513–15) tem real valor, sendo uma contrapartida escultórica das grandes figuras do teto da Sistina. Seis outras, inacabadas mas também de grande interesse, representando escravos e prisioneiros, originalmente pretendidas como parte do conjunto, foram dispersas e estão hoje no Museu do Louvre em Paris e na Galleria dell'Accademia de Florença. Outra peça importante do período foi um Cristo Redentor nu para a Igreja de Santa Maria sobre Minerva.
O sucessor de Júlio foi um amigo de juventude de Michelangelo, o segundo filho de Lourenço de Médici, Giovanni, que foi sagrado papa com o nome de Leão X. O governante de Florença então era o Cardeal Giulio de' Medici, mais tarde também papa com o nome de Clemente VII. Ambos empregaram o artista principalmente em Florença em obras de glorificação de sua família. Para eles Michelangelo penetrou no terreno da arquitetura, elaborando um plano para a remodelação da fachada da Basílica de São Lourenço, nunca concretizado, mas os seus esforços deram melhores frutos em um projeto menor, a construção e decoração da Sacristia Nova, ligada à Basílica. As obras mais significativas na Sacristia são as originais tumbas de Juliano II de Médici e Lourenço II de Médici, que compreendem cada uma uma estátua idealizada do morto e duas figuras decorativas reclinadas sobre o caixão, nem todas inteiramente acabadas mas de grande pujança, já em um estilo claramente maneirista. No mesmo período Michelangelo projetou outro edifício anexo à Basílica, a Biblioteca Laurenciana, para receber o acervo legado pelo papa Leão X após sua morte. A estrutura é marcante pela sua livre interpretação dos cânones arquitetônicos clássicos, tornando-a o primeiro e um dos mais importantes exemplos do Maneirismo arquitetural.
Em 1527 Roma foi invadida e violentamente saqueada por tropas rebeldes de Carlos V, imperador do Sacro Império. O papa fugiu, e Florença se revoltou novamente contra os Medici, banindo-os. Em seguida a cidade foi assediada, e nesse período Michelangelo foi empregado pelo governo local em obras de engenharia, projetando fortificações. Esta década e a seguinte foram especialmente difíceis para ele. Seu pai morrera em 1521 e em seguida seu irmão favorito. Michelangelo se preocupava com o avanço dos anos e temia a morte, e ainda se envolveu em assuntos familiares para assegurar a perpetuação do nome Buonarroti. Em sua vida afetiva se ligou fortemente a homens jovens, em especial a Tommaso dei Cavalieri, trocando calorosa correspondência e escrevendo-lhes poesias de grande qualidade, tratando do tema do amor na tradição de Petrarca e expressando ideias neoplatônicas. Essas ligações e esses testemunhos materiais têm sido considerados por grande número de estudiosos como evidências de homossexualidade, mas para uma minoria influente, da qual participa Gilbert Creighton, editor da Britannica, é provável que ele estivesse mais preocupado em encontrar um filho adotivo e que seu transbordamento emocional não passasse de retórica literária. Em 1530 os Medici conseguiram impor definitivamente seu governo em Florença, Michelangelo voltou ao projeto das tumbas da família e produziu duas esculturas, um Gênio da Vitória, que se tornou um protótipo para os escultores maneiristas, e um David, às vezes identificado também como Apolo. Em 1534 deixou a cidade pela última vez, a chamado do novo papa, Paulo III, passando a residir em Roma, embora tenha sempre alimentado a esperança de poder voltar e terminar seus projetos inacabados.

### Últimas décadas

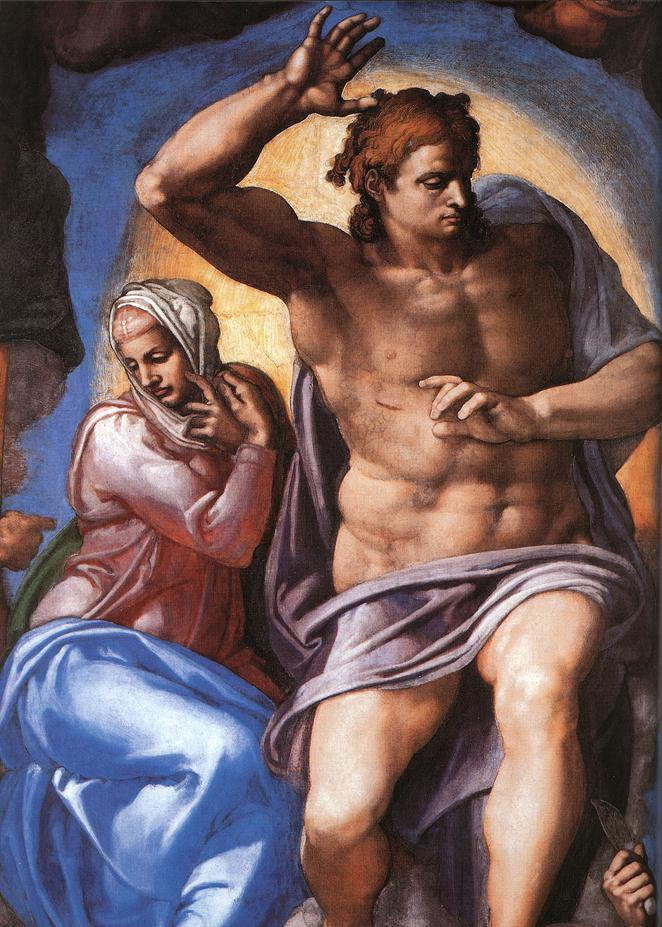
Maria e Jesus, detalhe do Juízo Final, 1534–41. Capela Sistina

Nessa fase Michelangelo deixou um pouco de lado a escultura e se voltou para a arquitetura, a poesia e a pintura. Paulo III o chamara para pintar a cena do Juízo Final na parede atrás do altar da Capela Sistina. A composição foi outra obra-prima, mas em um estilo muito diverso daquele do teto, e reflete o impacto da Contra-Reforma na cultura da época. A concepção é poderosa e as figuras ainda são grandiosas, mas sua descrição anatômica é menos clara. Por outro lado, a intensidade psicológica e dramática é muito mais impressionante. Uma cena prevista para a parede oposta, mostrando a Queda de Lúcifer, foi desenhada em cartão mas não realizada. Entretanto, de acordo com Vasari o desenho foi aproveitado por um artista menor na Catedral de Todi, com uma execução pobre. Imediatamente depois foi convocado para pintar mais dois grandes painéis na Capela Paulina, ilustrando a Crucificação de São Pedro e a Conversão de Saulo. Nesse período desenvolveu uma profunda ligação afetiva com a patrícia romana Vittoria Colonna, que perdurou até a morte dela em 1547, compartilhando um interesse pela poesia e pela religião. Desenhou a remodelação da Praça do Capitólio, um dos projetos urbanísticos mais notáveis da cidade, e na sua condição de novo arquiteto de São Pedro, cargo aceito também com grande relutância, elaborou os planos para a reforma de sua estrutura a partir das ideias deixadas por Bramante, descartando acréscimos de outros colaboradores e revertendo a planta para cruz grega. Também desenhou a cúpula, uma grande obra de arquitetura, embora construída somente depois que morreu, com ligeiras modificações. Enquanto trabalhava em São Pedro se envolveu em projetos arquitetônicos menores, completando o inacabado Palácio Farnese, dando aconselhamento nas obras da Villa Giulia, da Igreja de São Pedro em Montorio e do Belvedere do Vaticano, além de fornecer um projeto, não utilizado, para a remodelação da Basílica de São João dos Florentinos.
Em 1555 Paulo IV ascendeu o papado e de imediato abriu um conflito com o governo espanhol em Nápoles, ao mesmo tempo em que intensificou os procedimentos da Contra-Reforma e apoiou a Inquisição. Cancelou a chancelaria de Rimini que Paulo III havia outorgado a Michelangelo, uma boa fonte de renda para ele, e quis destruir o Juízo Final da Sistina, considerado indecente, o que só não ocorreu graças à firme oposição de vários cardeais; mesmo assim vários nus foram cobertos. O clima em Roma se tornou tenso, tropas francesas entraram nos Estados Papais e Michelangelo, em 1557, buscou refúgio temporário em um mosteiro em Spoleto, deixando as obras na Basílica a cargo de auxiliares. Voltando a Roma pouco depois, passou a se dedicar ao projeto de um túmulo para si mesmo, nunca executado, mas para ele esculpiu a Pietà de Florença, onde se acredita que ele tenha deixado seu auto-retrato na figura de José de Arimateia. Então voltou às obras de São Pedro, mas suas decisões eram continuamente desacatadas pelos assistentes, criando uma situação estressante. Em 1559 o papa morreu. Era tão odiado que o povo romano deu grandes manifestações de júbilo ao saber da notícia, e Duppa diz que deve ter sido um alívio também para o artista.
Pio IV manteve Michelangelo como arquiteto de São Pedro — desta época é o projeto da cúpula — e lhe restituiu parte das rendas de Rimini. Desenhou um monumento em honra ao irmão do papa a ser instalado na Catedral de Milão, executado por outros, construiu a Porta Pia, reformou as Termas de Diocleciano, transformando-as na Basílica de Santa Maria dos Anjos e dos Mártires, e projetou uma capela na Basílica de Santa Maria Maior, terminada postumamente. A nomeação de Michelangelo como arquiteto-chefe de São Pedro nunca agradara aos diretores da obra e aos arquitetos assistentes, as pressões por fim acabaram por triunfar, e em 1562 ele foi removido do cargo. Mas logo a situação reverteu a seu favor, pois Michelangelo solicitou uma entrevista com o papa e lhe expôs as intrigas que haviam levado à situação. O papa mandou examinar o caso, confirmou as alegações de Michelangelo e o reconduziu à chefia das obras, e mais, ordenou que suas diretrizes fossem seguidas à risca.

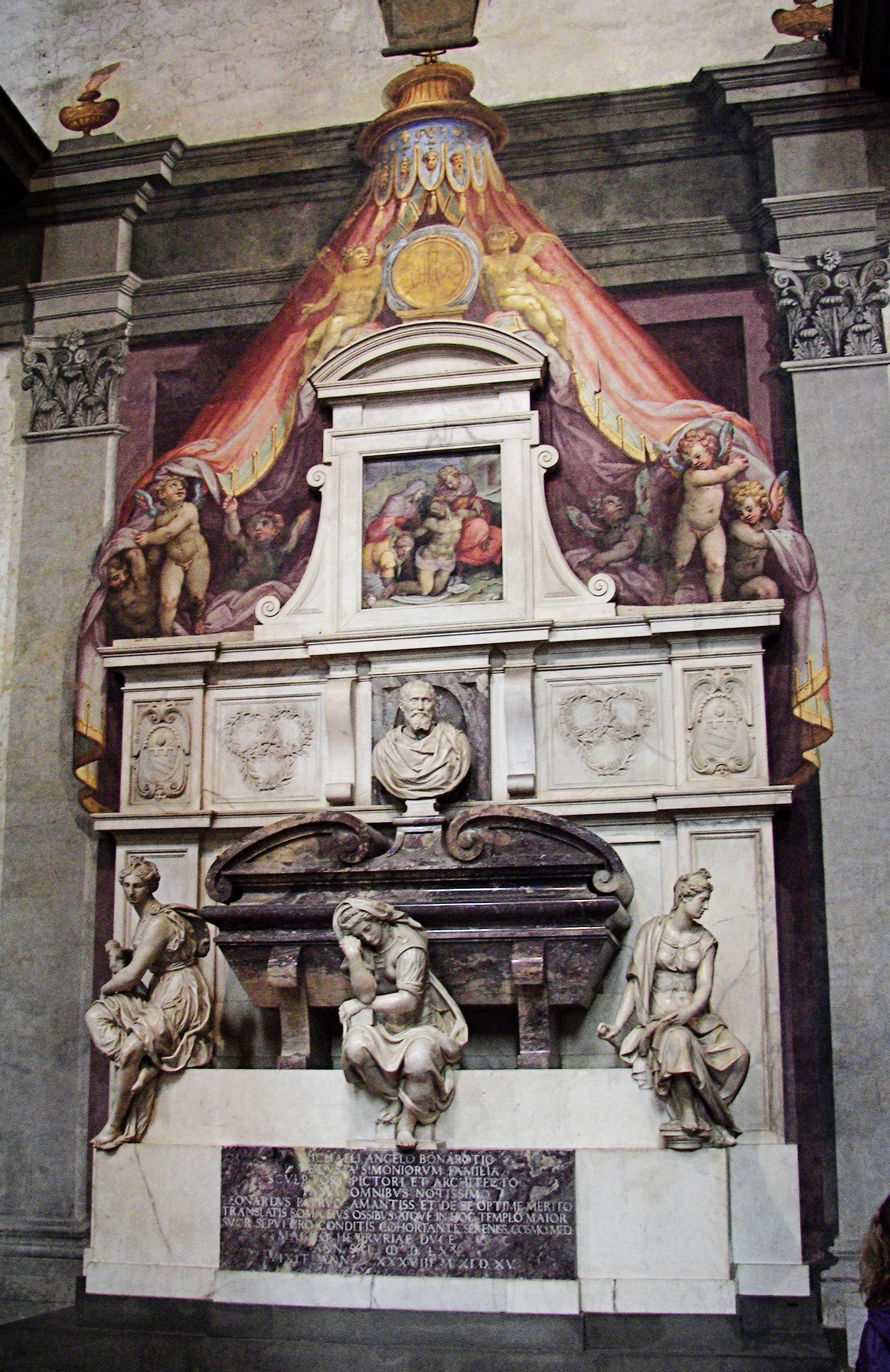
Giorgio Vasari: Tumba de Michelangelo. Basílica da Santa Cruz, Florença

Em 1563 foi eleito primus inter pares da Accademia del Disegno de Florença, recém fundada por Cosimo I de' Medici e Vasari, e somente depois disso, às portas dos noventa anos de idade, sua saúde e vigor começaram a declinar rápida e visivelmente. Pouco tempo lhe restava, e na passagem de 1563 para 1564 se tornou claro que já não poderia sair à rua a qualquer hora e sob qualquer tempo como costumava, e nem podia mais recusar a ajuda de outros como fora seu hábito perene. Em 14 de fevereiro de 1564 sofreu uma espécie de ataque, e espalhou-se a notícia de que ele estava doente. Não obstante, seu amigo Tiberio Calcagni, que correu visitá-lo, o encontrou na rua debaixo da chuva, dizendo que não encontrava sossego de forma alguma. De acordo com o relato, sua face estava com uma péssima aparência e sua fala era hesitante. Entrando em casa, recolheu-se para descansar. Outros amigos vieram para atendê-lo, no dia seguinte pressentiu a morte e mandou chamar seu sobrinho Lionardo, mas este não chegou a tempo de vê-lo vivo. Faleceu pacificamente pouco antes das cinco da tarde do dia 18, na companhia de Tiberio Calcagni, Diomede Leoni, Tommaso dei Cavalieri e Daniele da Volterra, além dos médicos Federigo Donati e Gherardo Fidelissimi.
Por ordem do governador de Roma o corpo foi depositado com grandes honras na Basílica dos Doze Santos Apóstolos, mas Lionardo desejava que ele repousasse em Florença, e teve de roubar o cadáver e despachá-lo para a outra cidade disfarçado como mercadoria, sendo entregue na alfândega local em 11 de março. Dali foi removido para um oratório, e no dia seguinte em segredo foi levado para a Basílica da Santa Cruz, mas o movimento foi percebido por populares e logo uma grande multidão se formou para acompanhar o cortejo, prestando-lhe sua última homenagem. O grupo entrou na Basílica, que ficou completamente lotada, e o lugar-tenente da Accademia ordenou que o caixão fosse aberto. Segundo os registros, após vinte e cinco dias de seu falecimento, o corpo ainda estava intacto e sem qualquer odor. Então foi enterrado atrás do altar dos Cavalcanti. Em 14 de julho uma grande cerimônia pública homenageou sua memória. Os poemas e panegíricos escritos para o dia encheram um volume, que foi publicado em seguida. Sua tumba definitiva foi desenhada por Giorgio Vasari e está na Basílica da Santa Cruz. Mais tarde diversas cidades ergueram-lhe monumentos.

## Personalidade
Quando adulto Michelangelo tinha uma estatura mediana e possuía ombros largos e braços fortes, resultado de suas infindáveis horas trabalhando com a pedra. Seu cabelo era escuro e seus olhos pequenos e castanhos, usava a barba dividida em duas, tinha os lábios finos, o nariz quebrado de uma luta na juventude com Pietro Torrigiano, e sua testa era saliente. Não dava a mínima atenção à sua aparência física, vestia-se com roupas velhas, às vezes até esfarrapadas, que estavam invariavelmente sujas. Mesmo assim não raro dormia com elas e com seus sapatos. Da mesma forma, era indiferente quanto à comida, comia pouco e irregularmente, tinha má digestão; ficava tão satisfeito com um pedaço de queijo como com uma refeição de vários pratos, como as que comia quando convidado pelos poderosos. Não fazia caso de onde ia dormir e tinha um sono curto, sofria de dores de cabeça e com o avançar dos anos teve problemas de vesícula e reumatismo nas pernas, mas em geral gozou de boa saúde até seu último ano de vida. Trabalhava incansavelmente, pôde adquirir uma educação geral bastante larga mesmo sem instrução regular, e poucas coisas o interessavam além de sua arte. Entre elas, como se depreende de suas cartas, ele tinha preocupações quanto à perpetuação e dignificação do nome familiar. Em várias, dirigidas a seu sobrinho Lionardo, urgiu que ele se casasse com uma jovem da nobreza, digna dos Buonarroti, e encareceu que ele deixasse o campo e morasse em um palacete urbano, o sinal mais evidente do status de um patrício. Em outras expressa sua ambição de "ressuscitar a sua Casa", e seu desejo de glória tanto pessoal como familiar é documentado por outros testemunhos.

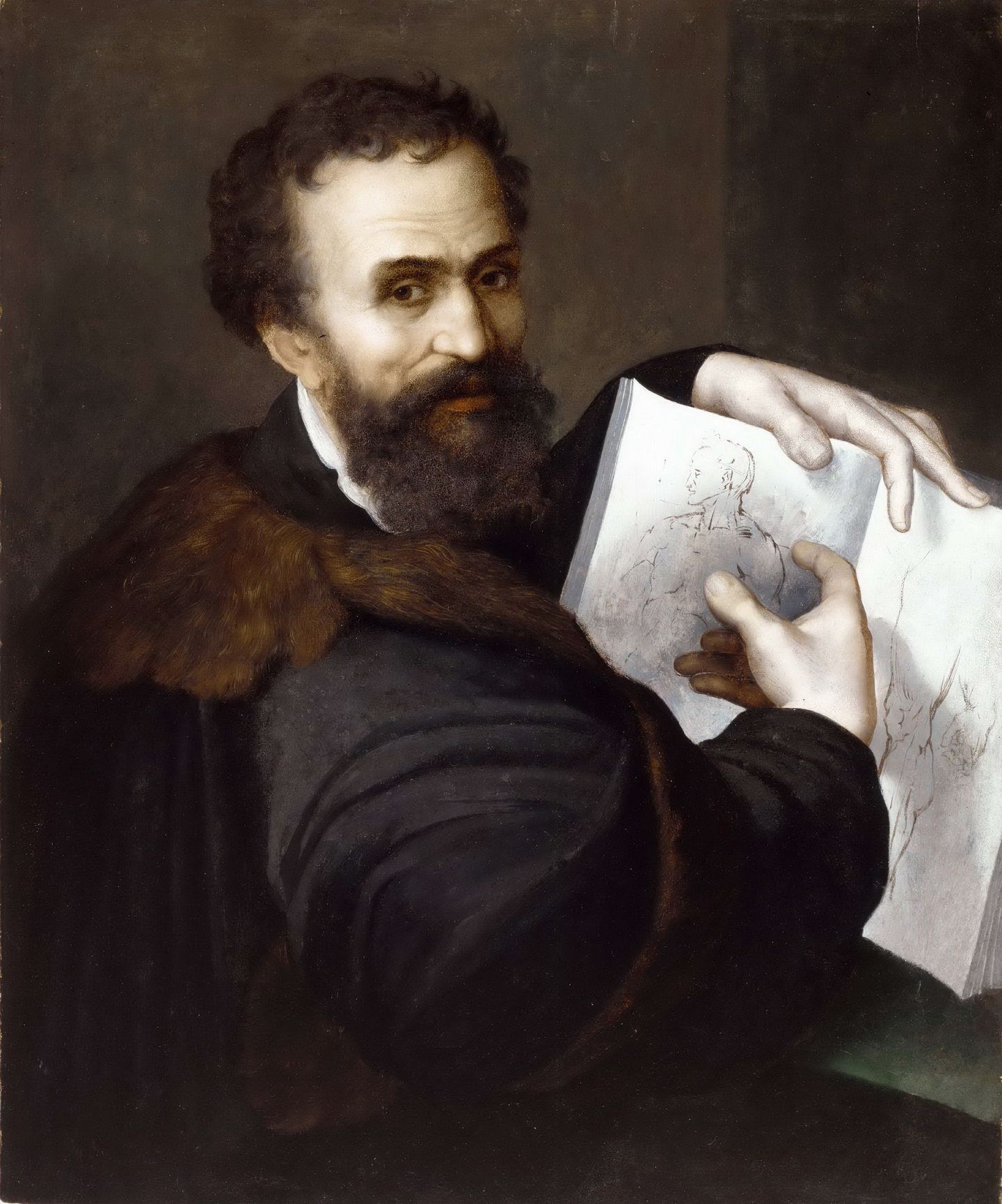
Sebastiano del Piombo: Retrato de Michelangelo, c. 1520–1525

Enquanto viveu se formou um folclore a respeito de sua personalidade, descrevendo-o como terribile, ou seja, passional e violento. Também era considerado desconfiado, irritável, antissocial, excêntrico e melancólico, tímido e avarento, e muitos o chamavam de louco. Vasari e Condivi consideraram necessário enfatizar que essas descrições eram caluniosas, mas isso prova que elas eram correntes, mesmo que possam não ter correspondido à toda a verdade. Eles em vez o descreveram como uma pessoa profundamente religiosa, em quem a pregação de Savonarola sobre o despojamento dos bens mundanos exercera duradouro impacto. Lera suas obras até o fim de seus dias e dizia que recordava claramente da sua voz. Disseram ainda que era liberal e generoso, dando obras valiosas de presente para seus amigos e sendo gentil com seus servos. Como professor não escondia seu conhecimento dos discípulos, mas não gostava que fosse divulgado que ele ensinava. Vários de seus alunos o chamavam de pai. Não era desprovido de senso de humor, e às vezes buscava a companhia de pessoas capazes de fazê-lo rir. Entre elas apreciava especialmente os pintores Jacopo Torni, Sebastiano del Piombo e o próprio Vasari, com quem se divertia. Era sensível ao trabalho alheio qualificado, e louvava até o de antigos rivais como Rafael, mas várias vezes expressou seu desprezo pela mediocridade e pela pretensão de outros. Era admirador entre outros de Donatello, Ticiano, Ghiberti e Bramante, e mesmo de artistas pouco conhecidos como Antonio Begarelli e Alessandro Cesari, em quem encontrava qualidades invisíveis para outros. Sobrevivem documentos que atestam sua natureza generosa e benevolente, mas outros em parte confirmam aquele folclore, incluindo sua própria correspondência. Mas é de lembrar em se tratando de um artista tão diferenciado em relação aos seus contemporâneos, uma pessoa submetida a pressões internas e externas desconhecidas pela maioria, obviamente não possuía a mesma natureza que um homem comum e ele por consequência não poderia se comportar como tal. Sem entrar numa apologia do gênio, seu enorme talento, suas ideias artísticas visionárias e de amplitude titânica, sua insatisfação com a conquista ordinária e a sua infatigável capacidade de realização, dons que se por um lado foram reconhecidos universalmente e atraíram a admiração e o assombro gerais e lhe valeram o epíteto de divino, por outro com toda a probabilidade o separaram psicologicamente do resto dos humanos, nem se pode esperar que universos tão distintos pudessem se compreender ou conviver sem tensões importantes.
É muito difícil fazer uma ideia da evolução de sua riqueza pessoal. Herdou terras em Settignano e foi capaz de torná-las bem mais produtivas do que no tempo de seu pai, e até expandiu sua área. Possuía uma casa-atelier em Roma, duas casas e um atelier em Florença, e se diz que tinha terras em vários locais da Toscana. Suas maiores obras foram pagas regiamente, mas muitas vezes os custos do material, que não eram baixos, estavam incluídos. Além disso, muitas vezes seus patronos lhe pagaram irregularmente, em diversas ocasiões não recebeu o pagamento completo e obras como a tumba de Júlio II representaram despesa e não ganho para ele. Por outro lado, com seus hábitos espartanos de vida fez uma boa economia, e numa carta disse que Paulo III o cumulara de benefícios. Doou altas somas para caridade e sustentou seus familiares quando pôde, e várias vezes ajudou artistas pobres, inclusive seus dois biógrafos. Não confiava em bancos e guardava seu dinheiro em um baú embaixo da cama. Quando morreu este baú continha dez mil ducados de ouro, uma quantia, segundo Forcellino, suficiente para comprar o Palácio Pitti.

### Vida amorosa
Michelangelo nunca se casou e hoje é praticamente um consenso que tenha sido homossexual, a despeito da negação de seus primeiros biógrafos. Tem sido aventado que o artista teve casos amorosos concretos com vários jovens, como Cecchino dei Bracci, para quem desenhou o túmulo, e Giovanni da Pistoia, que conheceu enquanto trabalhava no teto da Capela Sistina, e para quem escreveu alguns sonetos. Mas nenhuma prova concludente se encontrou nessa direção, e é bastante possível que o próprio Michelangelo, refreando seus sentimentos e necessidades, tenha fugido de uma consumação carnal. Vários fatores podem ser considerados para tornar a hipótese plausível. Em sua juventude em Florença ficara profundamente impressionado com a pregação de renúncia ao mundo de Girolamo Savonarola, e expressou sua admiração por ele ao longo de toda a vida. Em segundo lugar se considere a influência da visão humanista-neoplatônica de sua época sobre o amor, outro elemento relevante em seu universo pessoal, que falava do corpo como o cárcere terreno, e ainda que aceitasse o amor entre homens e até o estimulasse, não aprovava o contato físico, lançando a vivência do sentimento num plano espiritual. Além disso, a opinião pública sobre a homossexualidade no século XVI era bastante negativa; em Florença os homossexuais podiam ser castrados ou condenados à morte. O que transparece fortemente de suas poesias é o perene conflito entre o impulso ao amor terreno e ao amor divino, que, como ele mesmo disse, "o mantinha dividido em duas metades", e segundo Harmon, pelo que se sabe sobre sua vida, não há como excluir nenhum dos opostos no estudo de sua personalidade e de sua forma de amar. Ao mesmo tempo em que reiteradas vezes falou do amor dirigido a pessoas como a força dinâmica que o capacitava à transcendência — "o amor nos urge e desperta, dá penas às nossas asas, e a partir daquele primeiro estágio, com o qual a alma não se satisfaz, ela pode voar e subir ao seu Criador" — em outros momentos declarava seu desejo de intimidade física, querendo "abraçar meu tão desejado, meu tão doce senhor, com meus braços indignos", ou imaginando ser um bicho-da-seda para tecer uma túnica preciosa "envolvendo seu belo peito com prazer". Condivi registrou que "muitas vezes ouvi Michelangelo discursar a respeito do amor, mas jamais o ouvi falar qualquer coisa diferente do amor platônico". Dizem Ryan e Ellis, invocando mais outros autores, que a maioria dos historiadores modernos reconhece a inclinação homoerótica de Michelangelo, mas a questão de se isso o levou a uma vida sexualmente ativa permanece uma incógnita.

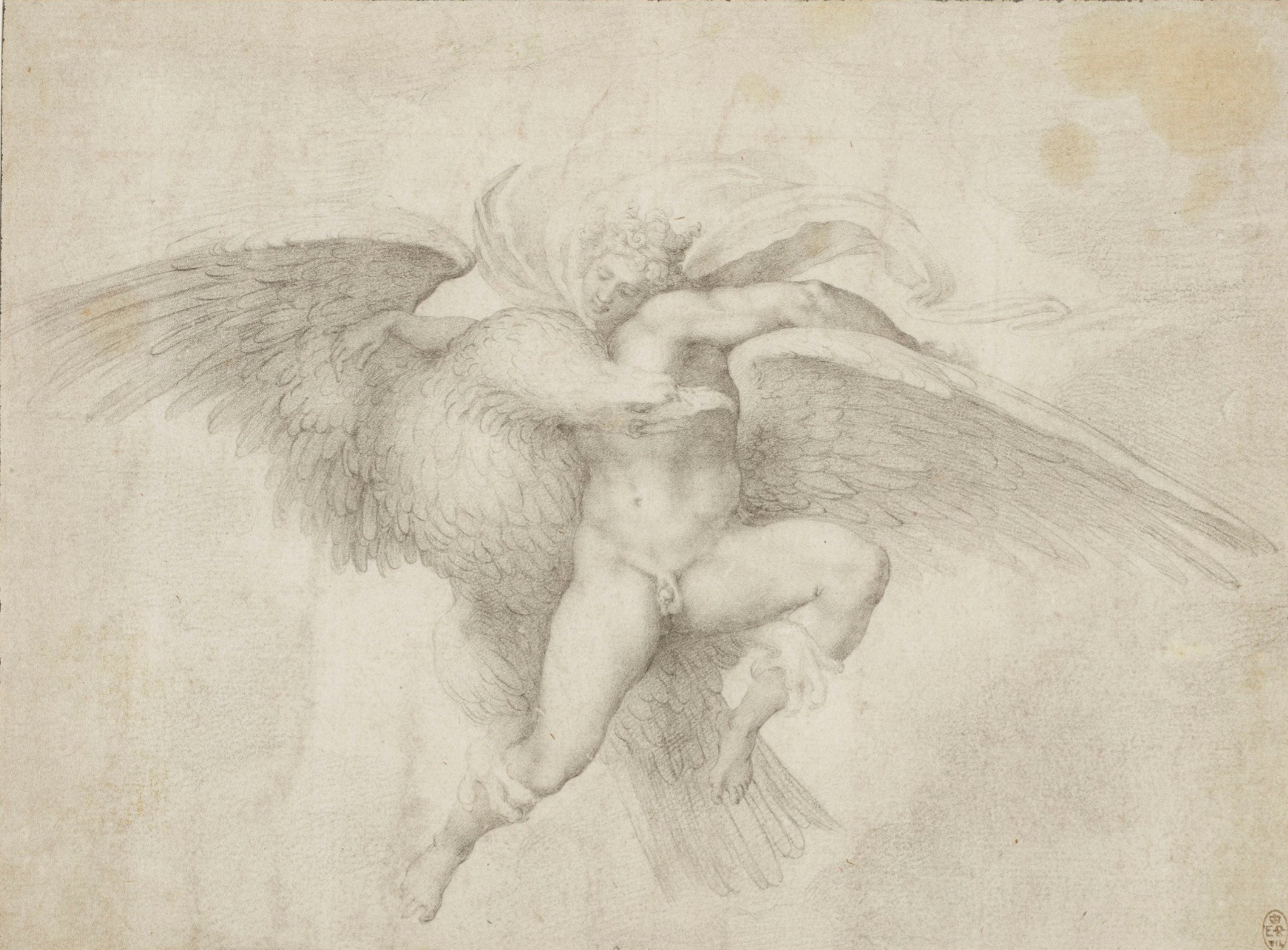
Cópia de um original de Michelangelo ofertado a Tommaso dei Cavalieri: O rapto de Ganimedes, 1532. Royal Collection, Castelo de Windsor

Entre os homens quem ocupou o maior lugar em seus pensamentos foi Tommaso dei Cavalieri, um patrício amante das artes. Na época Cavalieri era um jovem de 17 anos de idade, e Varchi, que também o conheceu, disse que ele que tinha um temperamento calmo e despretensioso, uma fina inteligência e educação, e uma beleza incomparável, e por tais qualidades merecia o amor de quantos o conhecessem. Logo após seu primeiro contato Michelangelo enviou-lhe duas breves cartas. Numa delas disse:

"Percebo agora que não posso esquecer vosso nome assim como não posso esquecer a comida com a qual vivo — não! antes eu poderia esquecer a comida com que vivo, que infelizmente alimenta apenas o corpo, mas não vosso nome, que nutre minha alma e meu corpo, enchendo ambos de tamanho deleite que me torno imune à tristeza e ao medo da morte, isso enquanto vossa memória dura em mim. Imaginai se o meu olho estivesse também fazendo sua parte (uma referência à distância física entre eles) o estado em que eu me encontraria!".
Em outra carta, para seu amigo Sebastiano del Piombo, disse:

"Se o vires, imploro-te que me recomendes a ele mil vezes, e quando tu me escreveres diz-me algo a seu respeito para eu ter o que colocar na mente, pois se eu esquecê-lo creio que no mesmo instante cairei morto".
Para ele Michelangelo escreveu cerca de quarenta poemas, presenteou-o com desenhos, e foi o único de quem pintou um retrato, uma obra infelizmente perdida. Entre os desenhos que deu a Tommaso estão um Rapto de Ganimedes, a Queda de Phaeton, a Punição de Tytus, e um Bacanal de crianças, cujos temas são sugestivos. Ainda que Cavalieri tenha retribuído o amor do artista em grande medida e o tenha expressado várias vezes, inclusive em cartas, não parece ter sido apaixonado, e o teria cultivado dentro da esfera da amizade, o que segundo Ryan foi fonte de muita angústia e desapontamento para Michelangelo. Entretanto, em uma das cartas que Tommaso enviou a Michelangelo se encontra uma passagem ambígua que reza: "…che Vostra Signoria torni presto, perché tornando liberarete me di prigione: perché io fuggo le male pratiche, e volendo fugirle non posso praticare altri che con voi". Uma tradução direta é "...que Vossa Senhoria volte logo, porque voltando me libertareis da prisão: porque eu fujo das más práticas, e querendo fugir delas não posso praticar com ninguém mais senão convosco". Frederick Hartt traduziu praticare como fazer amor, mas vários dicionários consultados não fazem qualquer associação de praticare com fazer amor, e a traduzem no sentido de fazer amizade, frequentar, visitar com frequência e conhecer, de modo que a interpretação desta passagem permanece duvidosa. O que é certo é que sua relação se transformou em uma sólida lealdade, sobrevivendo a alguns atritos e à transformação do jovem em um pai de família, perdurando até a morte de Michelangelo. Segue um dos sonetos que lhe dedicou:
| S'un casto amor, s'una pietà superna | Se um casto amor, se uma piedade sublime (tradução livre) |
| --- | --- |
| "S'un casto amor, s'una pietà superna, s'una fortuna infra dua amanti equale, s'un'aspra sorte all'un dell'altro cale, s'un spirto, s'un voler duo cor governa; s'un'anima in duo corpi è fatta etterna, ambo levando al cielo e con pari ale; s'Amor d'un colpo e d'un dorato strale le viscer di duo petti arda e discerna; s'amar l'un l'altro e nessun se medesmo, d'un gusto e d'un diletto, a tal mercede c'a un fin voglia l'uno e l'altro porre: se mille e mille, non sarien centesmo a tal nodo d'amore, a tanta fede; e sol l'isdegno il può rompere e sciorre." | "Se um casto amor, se uma piedade sublime, se uma mesma fortuna une um par que se ama, se a má sorte a ambos afeta, se um só espírito, um só querer, governa dois corações; se uma alma em dois corpos se torna eterna, com as mesmas asas levando-os ao céu; se Amor com um só golpe e só uma flecha dourada fizer arder e testar dois peitos; se cada um amar ao outro e não a si mesmo, um só gosto e uma só delícia, a esta meta se cada um dirigir sua vontade: se tudo isso por mil se multiplicar, não faria ainda um centésimo de tamanho laço de amor, de tanta fé; e somente o desdém o pode quebrar e dissolver." |

A outra figura de grande importância em sua vida pessoal foi Vittoria Colonna. Descendente de uma família nobre, foi uma das mulheres mais notáveis da Itália quinhentista. Ainda jovem casou-se com Fernando de Ávalos, Marquês de Pescara. Tornou-se autora de poesias louvadas como impecáveis, das mais importantes continuadoras da tradição de Petrarca em sua geração, uma mediadora política, reformadora religiosa, e seus méritos próprios foram amplamente reconhecidos ainda em sua vida, mas a historiografia posterior a retratou indevidamente mais como uma figura passiva, à sombra de grandes homens que conheceu, entre eles Michelangelo. É possível que tenham se encontrado em torno de 1537, mas sua relação só se estreitou em torno de 1542 quando Michelangelo já era idoso e ela, viúva há dezessete anos. Discutiam arte e religião. Para ela Michelangelo escreveu várias poesias e produziu desenhos, e ela por sua vez dedicou-lhe também uma série de poemas. O afeto de Michelangelo tornou-se intenso, e em seus sonetos meditava se esta não seria mais uma paixão infrutífera, talvez a mais infeliz de todas. Apesar de suas dúvidas, o tom geral de suas poesias sobre ela é calmo e doce, e busca a sublimação de forma mais consistente através da fé. Walter Pater comparou a relação de ambos com a de Dante e Beatriz.

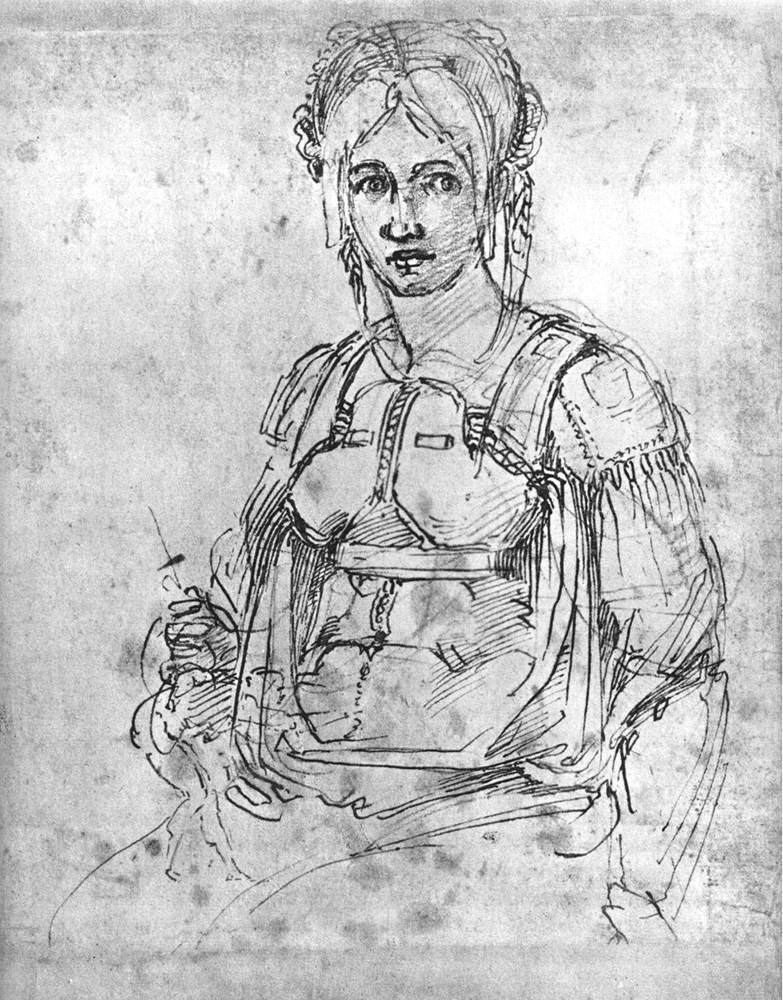
Michelangelo: Retrato de Vittoria Colonna, c. 1550. Museu Britânico, Londres

A fé em que Michelangelo se apoiou para enfrentar os dilemas de seus sentimentos foi a da Contra-Reforma, que depositava a responsabilidade pela solução dos problemas espirituais mais na força interior de cada um do que em santos, padres, indulgências e outros auxiliares externos comuns às gerações anteriores. Da parte de Vittoria, Abigail Brundin disse que as poesias que ela dedicou ao seu amigo revelam o mesmo esforço de lidar com essa responsabilidade e de compartilhar os frutos do labor no espírito de uma comunhão evangélica com alguém que passava pelas mesmas dúvidas e agitações de alma. Michelangelo esteve presente em sua agonia, e ela faleceu em seus braços, enquanto ele em lágrimas beijava suas mãos sem cessar. Mais tarde arrependeu-se de não ter ousado beijar-lhe a testa e a face. Condivi registrou que após a morte de Vittoria, Michelangelo passou um período transtornado, como se tivesse perdido a razão. Em um soneto expressou sua tristeza e revolta, e disse que jamais a natureza fizera face tão bela.

## Obra

### Contexto, estilo e ideias sobre arte
Michelangelo viveu ao longo da última fase do Renascimento e na transição para o Maneirismo, uma época de intensos conflitos sociais e profundas mudanças na vida cultural. Quando jovem absorveu as lições do primeiro Renascimento, que estabelecera uma série de cânones técnicos e estéticos para a representação artística. Esses cânones haviam sido estabelecidos sobre uma forte tendência de recuperação na arte e na cultura da tradição clássica da Antiguidade, que se desenvolvia desde séculos antes a partir de uma série de descobertas de textos de filósofos e outros escritores antigos, especialmente neoplatônicos helenistas e oradores, poetas, políticos e historiadores romanos, e de peças de arqueologia. Com essa quantidade de novas informações, no século XV se consolidou o que se chamou de Humanismo, uma síntese eclética dessas fontes pagãs com o pensamento cristão, incorporando ainda elementos das tradições árabes, orientais e egípcias, bem como outros oriundos da magia, das tradições religiosas esotéricas, da mitologia clássica e da astrologia. O resultado foi a colocação do ser humano novamente no centro do universo, enfatizando sua nobreza, sua beleza, sua liberdade, os poderes de seu intelecto e sua natureza divina. Na arte foi criado um sistema de proporções ideais para a arquitetura e para a representação do corpo e se cristalizou o sistema da perspectiva para a definição da representação bidimensional. O Renascimento associou ainda o idealismo clássico com um intenso interesse pelo estudo científico do mundo natural, produzindo uma arte que era uma generalização universal mas capaz de se deter no particular para descrever caracteres individuais. Ao mesmo tempo, era uma arte de índole ética, pois se considerava possuir uma função social da qual não podia escapar, e almejava sobretudo a cura das almas e a instrução do público para a condução da vida pelos caminhos da virtude.
Michelangelo passou sua juventude em Florença quando ela estava no auge de seu prestígio político, econômico e principalmente cultural, sendo uma referência não só para a Itália mas para boa parte da Europa. Pouco depois, em torno de 1500, Roma tomou-lhe a dianteira em todos esses aspectos, onde os papas fortaleceram seu poder temporal enfraquecido, invocaram para Roma a posição de cabeça do mundo e herdeira do Império Romano, e proclamaram a universalidade de sua autoridade religiosa. Foi a fase chamada de Alta Renascença, quando as ideias artísticas clássicas a respeito de harmonia, equilíbrio, moderação, dignidade, proporção e fidelidade à natureza se tornaram especialmente influentes. Nesta mesma altura, Michelangelo atingia sua primeira maturidade artística e já trabalhava para os papas em Roma, produzindo obras que espelham perfeitamente essas concepções. Entretanto, a Itália já estava sob a mira de grandes potências estrangeiras, e começou a ser invadida em vários pontos. Em 1527 Florença foi posta sob sítio e Roma foi vítima de um terrível saque por tropas do Sacro Império, enquanto na mesma época no norte da Europa os Protestantes conseguiam a sua separação da Igreja romana com severas críticas à doutrina e aos abusos e corrupção do clero. A autoridade papal sofreu sério abalo, o poder político italiano no panorama internacional caiu de imediato, e na Itália se instaurou um clima sociocultural de incerteza, tensão e medo. A reação da Igreja foi lançar nos anos seguintes a Contra-Reforma, estabelecendo uma nova formulação para a doutrina e novas regras para a arte sacra, onde se tornou uma praxe a censura prévia com uma orientação claramente propagandística. Como descreveu Argan, nesse período a religião já não era uma revelação inconteste de verdades eternas, mas uma busca individual; a ciência já não se estabelecia sobre a autoridade dos antigos, mas sobre a livre pesquisa; a política mudava sua base de uma noção de hierarquia emanada de Deus para se lançar na procura de um equilíbrio sempre provisório entre forças contrastantes; a História, como experiência já vivida, perdera seu valor determinante, o que contava então era a experiência de cada um no presente, e a arte deixava para trás os cânones abstratos e coletivos para mergulhar no mundo do julgamento individual, da investigação do próprio processo criativo e da materialidade da obra.

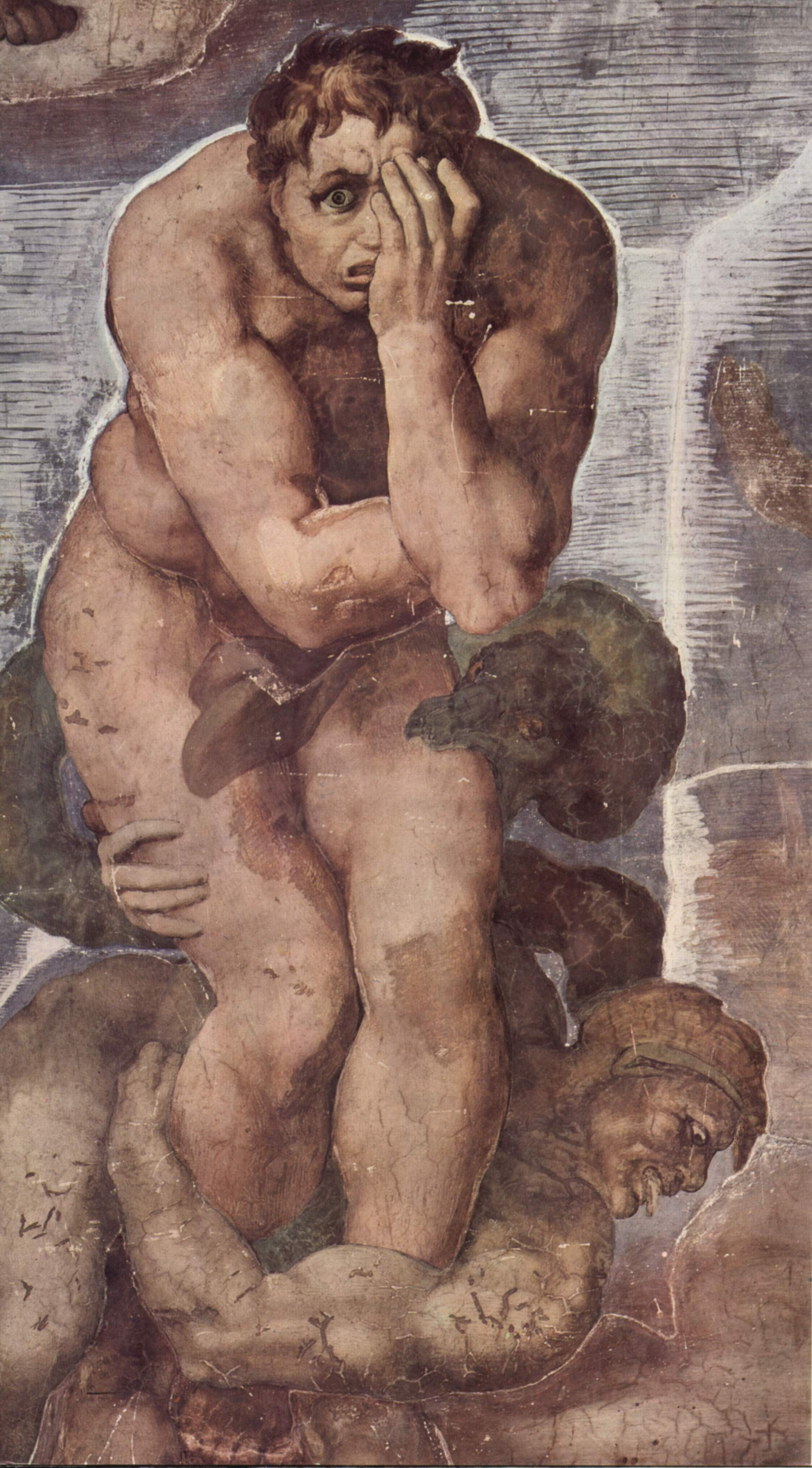
Michelangelo: Detalhe do Juízo Final, Capela Sistina, Vaticano

Desta forma, os seus cerca de quarenta ou cinquenta últimos anos, a maior parte da carreira de Michelangelo, transcorreram nesse ambiente agitado, e seu estilo dessa fase deve ser caracterizado como maneirista, exibindo traços típicos desta escola que ele mesmo ajudou a fundar, quais sejam: uma marcada reação ao equilíbrio e harmonia do classicismo e à idealização da Alta Renascença, a distorção das proporções do corpo, uma tendência à estilização de feições, ao exagero e ao drama, o uso de uma paleta de cores pouco naturais, a anulação da perspectiva de ponto central com a criação de uma sensação de vários planos simultâneos, arbitrários e irracionais de espaço, e a preferência por formas espiraladas, contorcidas e bizarras, e por composições apinhadas de personagens.
Michelangelo se distinguiu da estética renascentista abandonando a crença de que a Beleza é produzida por uma relação matemática de proporções entre as partes do todo, e confiava antes nos sentidos. Dizia que é mais necessário ter um compasso no olho do que nas mãos, pois as mãos produzem a obra, mas quem a julga é o olho. Não se sentia obrigado a seguir leis estéticas apriorísticas dizendo que o artista não devia ser guiado senão pela ideia que concebera, e considerava possível definir outras proporções igualmente aceitáveis e belas. Sua insistência na sua própria autonomia criativa e na expressão de sua visão pessoal o tornou o primeiro artista do ocidente a ter príncipes e papas a seus pés, decretando por si mesmo como a obra deveria ser realizada, ao contrário da prática anterior à sua geração, quando o artista era um simples artesão obediente à vontade de seus patronos. Isso era tanto um reconhecimento de sua própria capacidade como uma resposta à cultura da época que glorificava a fama pessoal. Compartilhava com os renascentistas e com seus outros contemporâneos o amor pela arte da Antiguidade, mas na sua época os modelos disponíveis eram em sua grande maioria produto do Helenismo ou da era romana, que não são propriamente idealistas e trabalham mais o lado dramático, dinâmico e emotivo da representação. Também foi estimulado nessa direção pela descoberta de uma importante obra helenista, o Grupo de Laocoonte, que causou uma sensação em toda a intelectualidade romana em sua exibição pública no Vaticano em 1508.

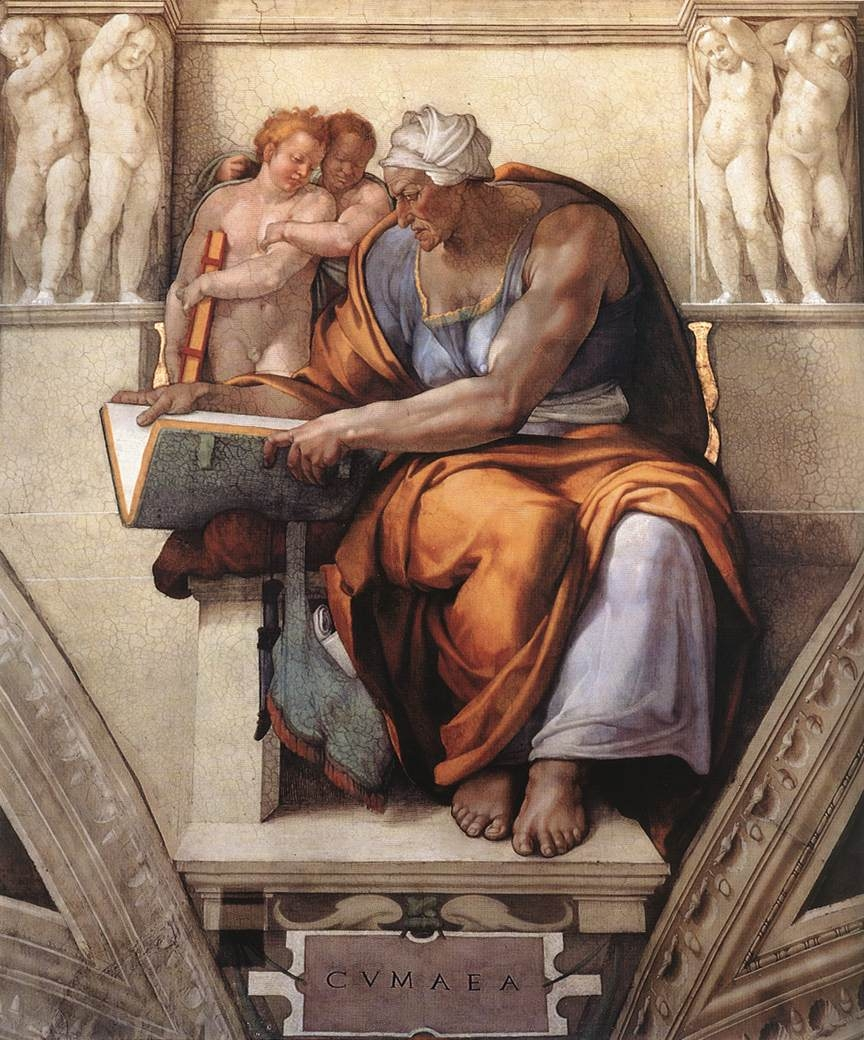
Michelangelo: A figura feminina da Sibila Cumeia. Capela Sistina, Vaticano

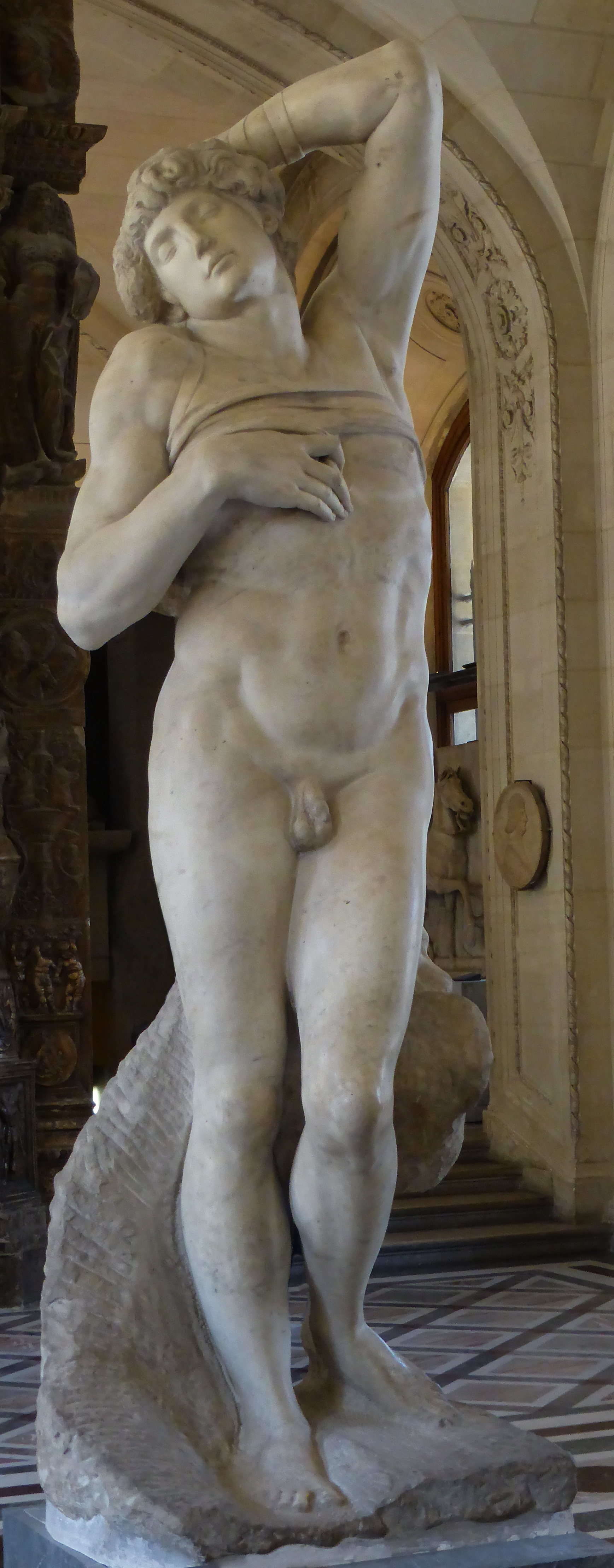
Michelangelo: Escravo moribundo, 1513–1515. Museu do Louvre, Paris

Apesar de sua inclinação para os modelos romanos e helenistas, Michelangelo aparece como um grande idealista, um herdeiro direto do universalismo da arte do Alto Classicismo grego. O artista não estava mais interessado na observação da natureza além do necessário para criar um protótipo de forma que ignorava o particular e era aplicável indiscriminadamente para todos os sujeitos. Nada em sua arte é específico além da forma geral do corpo humano, e o transformou em algo cuja potência vem causando admiração desde quando o plasmou em imagem. Na mesma tradição alto-clássica, procurou expressar as virtudes heroicas da alma através de corpos poderosos cuja beleza é apoteótica e ideal, e não humana, porém inevitavelmente filtrando o idealismo antigo através da sua eclética interpretação pelo Humanismo renascentista, onde o trágico e o patético também tinham um lugar. Como observou Weinberger, não representou a sua geração, mas uma geração de gigantes vivendo fora do tempo, e os edifícios que ergueu parecem ter-se destinado a esta raça. Mesmo suas obras pequenas têm uma feição monumental. Não caracterizou trajes ou fisionomias de sua época, não produziu retratos além de uns poucos desenhos, suas figuras não estão engajadas em atividades comuns, não aparecem utensílios do cotidiano, nem móveis, nem arquiteturas da época; não parecem afetadas pelas estações, pela paisagem em torno. Quando há alguma paisagem, é surpreendentemente desértica, é apenas um espaço convencional e abstrato onde distribuiu seus personagens sobre-humanos. Não teve outros alicerces para sua arte senão o corpo humano, o amor pela sua beleza e uma ideia de sublime magnificada ao extremo — certa vez buscando mármores em Carrara desejou transformar uma montanha inteira em uma estátua de um gigante.
Até mesmo suas descrições de gênero sexual são ambíguas, em várias de suas pinturas e esculturas as mulheres são quase tão musculosas quanto os seus homens e a única diferença visível é a presença de seios e ausência de um pênis. Por outro lado, algumas de suas figuras masculinas têm uma languidez e afetação postural só encontradas na representação feminina de seu tempo. Mesmo que em várias imagens seja aparente um androginismo, é amplamente reconhecida sua preferência pelo corpo masculino, especialmente nu, que é fio condutor de toda a sua produção artística, e abunda mesmo em suas composições sacras. O nu masculino aparece desde a sua primeira escultura autenticada, a Centauromaquia, numa de suas primeiras pinturas, o Tondo Doni, continua pela sua carreira afora, no Baco, no David, no Cristo Redentor, nos Escravos e nos Cativos, no Gênio da Vitória, no Jovem ajoelhado e várias outras esculturas, toma a vasta maioria de seus desenhos, é tema de suas poesias e se multiplica nas pinturas A Batalha de Cascina, no teto e no Juízo Final da Sistina. Tal frequência desde aquele tempo tem provocado reações negativas em setores da Igreja, a ponto de o Papa Paulo IV mandar cobrir as genitálias expostas de várias figuras nos afrescos da Sistina, e o Cristo Redentor em mármore sofrer o mesmo destino, recebendo um manto de bronze.
Seu estilo e iconografia nos últimos dois séculos têm sido objeto do mais acalorado debate entre os críticos e historiadores, a ponto de Barolsky ter dito ironicamente que a copiosa bibliografia produzida sobre ele é ela mesma "michelangelesca", e embora Michelangelo seja em geral contado na mais alta estima, pouco consenso sobre pontos específicos pôde ser conseguido. Entretanto, em sua poesia ele deixou muitas pistas sobre suas ideias artísticas e sobre a vida, e nela, conforme foi sugerido por escritores como Erwin Panofsky e Carlo Argan, parece transpirar o Neoplatonismo como uma influência preponderante, da forma como ele foi interpretado pelos humanistas e poetas cristãos italianos como Marsilio Ficino, Pico della Mirandola, Dante Alighieri e Petrarca. Martin Weinberger, de inclinação formalista, rejeitou a explicação transcendental e assinalou que não se pode atribuir com certeza a uma escola definida de pensamento ideias que pertenciam à cultura renascentista como um todo e estiveram sujeitas a uma multiplicidade de correntes. Também disse que Michelangelo dificilmente teria colocado sua arte acima da natureza, e que sua obra requer um estudo mais dentro do domínio da arte pura — seu tratamento dos materiais, a evolução de suas formas e de sua linguagem plástica. É possível que uma síntese de ambas as visões seja o caminho mais adequado para se compreender melhor sua produção. De fato a interpretação de uma peça específica muito dificilmente pode ser circunscrita a qualquer fonte individual, mas em linhas gerais a explicação transcendental parece permanecer a tendência mais forte entre a crítica para interpretar seu estilo e motivações como um todo. Parece bastante claro que para Michelangelo a busca da transcendência foi uma força propulsora em todo o seu trabalho, como foi documentada de várias maneiras, mas estava firmemente inspirada na beleza que ele via no mundo físico, transformada pelo poder do Amor residente na alma em algo, então sim, divino. Num poema escreveu:
"Vejo em tua bela face, meu Senhor,

aquilo que não posso expressar nesta vida.

A alma, ainda vestida de carne,

com aquilo tantas vezes é transportada para Deus."
Em outro, disse:
"Meus olhos, buscando coisas belas,

e minha alma, buscando a salvação

não têm outro poder de ascender ao céu

senão contemplando tudo que é belo".
Por outro lado, não se pode atribuir um peso por demais determinante ao que ele disse de si mesmo e de sua arte, ainda que seu testemunho jamais possa ser descartado. Como lembrou Barolsky, na cultura da época o artificialismo e a estilização eram onipresentes. Mesmo a arte era considerada uma ilusão deliciosa, conforme disse Vasari, e estava sujeita a uma série de convenções, de domínio público. Os textos do século XVI são carregados de recursos puramente retóricos, e o relacionamento social em altas esferas era algo muito próximo de um teatro. Da mesma forma as biografias eram peças laudatórias enganosas, e os escritos poéticos de Michelangelo devem ser analisados levando-se em conta o contexto desse universo de convenções e artifícios, num processo de construção consciente da sua imagem pública e do seu próprio mito que ele levou a um grau hiperbólico, modelando a si mesmo à feição de um colosso, assim como fazia com suas obras. Sua correspondência tampouco é uma fonte exatamente fiel de informação sobre sua vida; em muitos momentos é evasiva, ambígua, exagerada, contraditória e às vezes claramente mentirosa, o que não era, de resto, uma característica exclusiva sua, mas espelhava um comportamento coletivo. Epitomizando esses costumes, em 1532 foi publicado O Príncipe, de Machiavelli, cujas ideias tiveram larga difusão, sacramentando a necessidade do governante de usar o engano e a dissimulação pelo bem da manutenção da ordem pública.
Outro aspecto que tem intrigado os historiadores é o estado inacabado de muitas de suas obras. Frequentemente fatores externos, que foram documentados, o levaram a isso, sendo constantemente chamado de um lado para outro pelos papas e príncipes, mas em outros casos não houve qualquer imperativo conhecido que pudesse justificá-lo, e se especula hoje que as tensões entre suas ideias grandiosas e a dificuldade prática de transportá-las satisfatoriamente para uma forma concreta e limitada pela matéria física podem ter sido um elemento importante nesse fenômeno.
A seguir são abordadas em mais detalhe as várias técnicas a que se dedicou, mas dada a quantidade de suas obras, apenas as mais importantes serão citadas.

### Escultura
Michelangelo via a si mesmo acima de tudo como um escultor. Participou do debate teórico da época sobre qual das artes seria a mais nobre, a chamada questão do paragone, e se posicionou do lado dos escultores. Em uma carta escrita para Benedetto Varchi disse:
"Creio que a pintura só atinge sua excelência na medida em que se aproxima dos efeitos do relevo, enquanto que um relevo é considerado pobre quando se aproxima do caráter da pintura. Costumo pensar que a escultura é o farol da pintura, e que entre ambas existe a mesma diferença que há entre o sol e a lua. Contudo, também considero ambas em essência a mesma coisa, na medida em que ambas procedem da mesma faculdade, e daí que é fácil estabelecer entre elas a harmonia e encerrar as disputas, que gastam mais de nosso tempo do que produzir as figuras em si. Sobre aquele homem (Leonardo da Vinci) que escreveu dizendo que a pintura é mais nobre que a escultura, acho que minha empregada sabe mais do que ele.

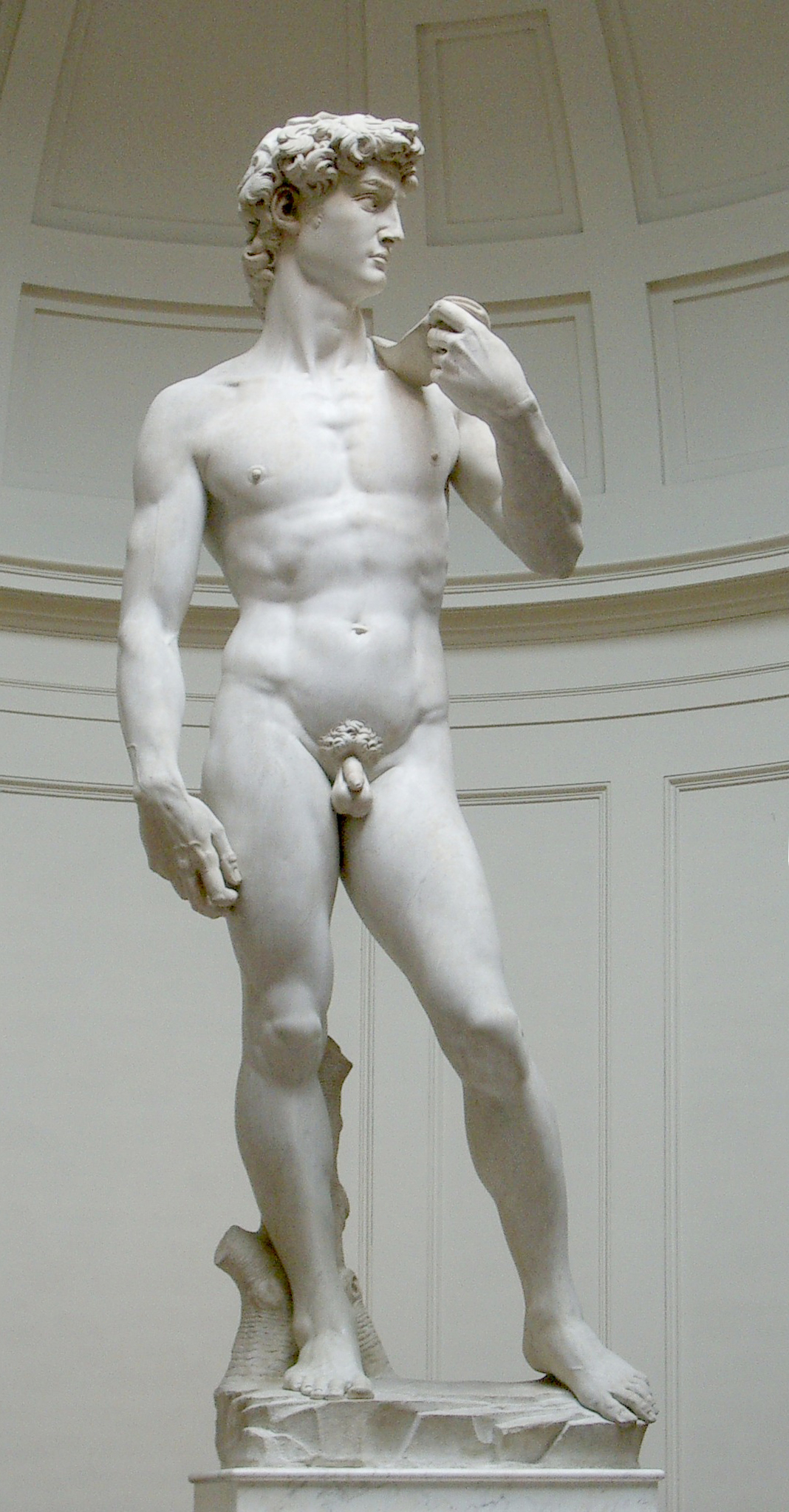
Michelangelo: David, 1501–1504. Galleria dell'Accademia, Florença

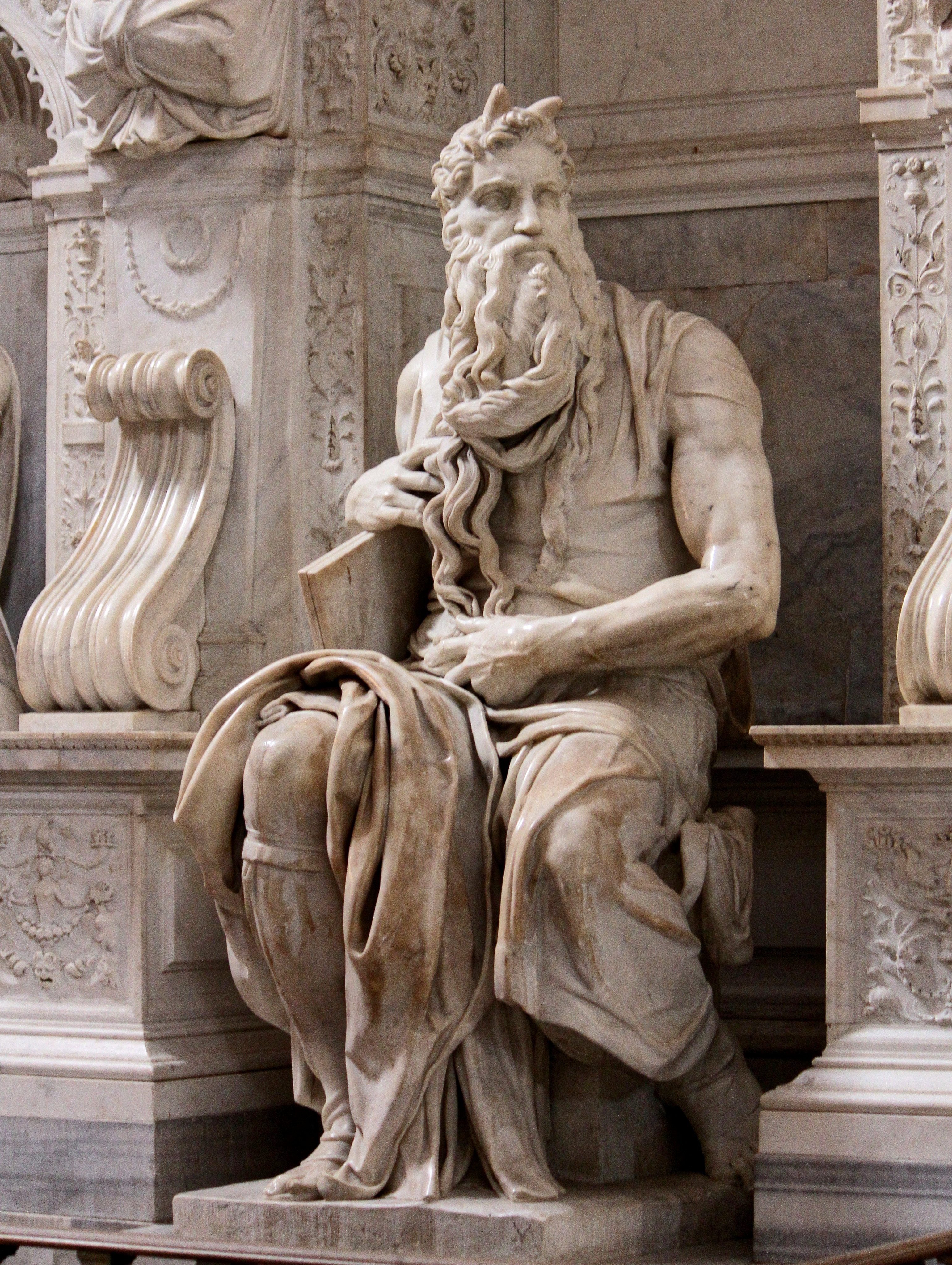
Michelangelo: Moisés, 1513–1515. Basílica de São Pedro Acorrentado, Roma

Para Michelangelo o processo escultórico era uma sucessiva remoção do supérfluo para expor a ideia — o concetto — projetada na matéria. Em um de seus poemas comparou o processo com o ato de Deus tirando o homem do barro. Às vezes fazia modelos em argila ou cera como estudos preliminares. Suas influências imediatas foram a escultura romana, Giovanni Pisano, Niccolò dell'Arca, Jacopo della Quercia, Donatello e também Leonardo da Vinci, mas desde o início eximiu-se de uma fidelidade estrita a esses modelos, buscando uma abordagem individual, o que é visível já na Centauromaquia que criou para Lorenzo de' Medici, uma das composições mais avançadas tecnicamente de sua época. Ali o mito é apenas um pretexto, conforme analisou Argan, para uma pesquisa em torno do movimento puro. Sua primeira obra importante foi o Baco, fortemente inspirada em modelos helenistas. A solução formal é criativa, uma figura desequilibrada e sensual que anula a solenidade clássica e a transforma numa figura quase burlesca, em uma contínua interpenetração de curvas e superfícies polidas que captam habilmente a luz. O contraste é provido pela pequena figura do fauno atrás dele, que serve como suporte estrutural e ao mesmo tempo é tratado com outras texturas e construído a partir de blocos básicos bem distintos.
Em seguida, com apenas vinte e três anos, esculpiu sua afamada Pietà, que tem sido louvada desde a origem pelo seu finíssimo acabamento de superfície e pela sua brilhante composição em pirâmide, uma forma de grande estabilidade e perfeita para veicular o pathos melancólico, resignado e meditativo da cena. O Cristo aparece no regaço de sua mãe, com uma face tranquila sem sinal de sofrimento, como se dormisse; suas chagas mal são perceptíveis, o que enfatiza a beleza do seu corpo. A Virgem é uma jovem, e mais parece uma irmã de Cristo e não sua mãe, o que foi criticado pelos seus contemporâneos. Sua resposta foi de que sua castidade tão perfeita teria preservado sua beleza e juventude. A composição é interessante também porque a figura da Virgem, se estivesse de pé, seria bem maior do que a de seu filho, um recurso técnico-ilusionístico que não é notado sem uma medição, mas provê com o seu corpo e o largo manto cheio de dobras um amplo receptáculo para o descanso do mártir, e empresta ao conjunto uma impressão de tranquilidade. O sucesso da obra foi enorme, e foi a única que Michelangelo assinou.
Entre 1501 e 1504 criou sua maior escultura, o colossal David para Florença. Usando um bloco único de mármore já parcialmente trabalhado, mandou erguer uma cerca em torno e o escavou sozinho, sem permitir visitas. Quando foi inaugurado causou uma sensação entre os florentinos. Inteiramente nu, é uma imagem de triunfo, na tradição dos nus heroicos do classicismo, mas por pudor foi-lhe aplicada uma guirlanda de bronze sobre o sexo. Apesar do seu tamanho descomunal, o David é ainda um adolescente, e foi representado nos momentos preparatórios do combate com Golias. Sua expressão é tensa, sua mão direita se crispa sobre a coxa, mas não há ação, tudo se resume na concentração da energia antecipando o momento mortal. É tanto um símbolo do civismo republicano de Florença, como foi reconhecido de imediato, como da condição gloriosa do homem no pensamento renascentista.
A tumba de Júlio II deveria ter sido sua maior obra de escultura, uma grande estrutura livre dentro da Basílica de São Pedro no estilo de um mausoléu, com 10 x 15 m de área e adornado com 40 estátuas em tamanho natural representando profetas e personificações das artes liberais, com uma grande estátua de Júlio de 3 metros de altura coroando o conjunto. Michelangelo deveria receber pela obra um salário anual de 1 200 ducados — dez vezes mais do que outro artista receberia — e mais um pagamento final de 10 mil ducados, uma quantia bastante expressiva. O mármore foi trazido de Carrara e ocupou noventa carros. Para que o mausoléu pudesse ser instalado na Basílica, esta teve de ser reformada, destruindo-se a veneranda construção anterior erguida por Constantino I entre 326 e 333 d.C., ampliando-se sua planta consideravelmente, e desviando a maior parte dos recursos de Júlio para lá. Desta forma, as obras da tumba se paralisaram, Michelangelo teve de pagar o transporte do mármore por conta própria, reclamou com o papa e foi expulso do Vaticano. Ultrajado, partiu para Florença. O papa mandou cavaleiros em sua perseguição mas só o alcançaram perto de Florença. A despeito das ameaças, recusou-se a voltar e enviou ao papa uma carta protestando contra os maus tratos. Alguns meses depois ocorreu a reconciliação em Roma, e Júlio solicitou que ele esculpisse uma enorme estátua sua em bronze para a cidade de Bolonha, e para lá foi enviado, morando em alojamento precário, tendo de dividir a cama com mais dois ajudantes, que além disso ele considerava incompetentes. A primeira fundição da estátua falhou, e teve de ser refundida, agora com sucesso. Tinha 4 metros de altura e pesava 4,5 toneladas, uma das maiores obras em bronze desde a Antiguidade, sendo instalada em 1508. Quando Bolonha readquiriu sua independência a estátua foi destruída.
Com a morte de Júlio em 1513 a sua tumba se tornou mais do que nunca uma necessidade, mas seus herdeiros não se dispunham a prosseguir na escala que ele pretendera. Um dos primeiros esboços de Michelangelo foi revivido e o monumento foi muito reduzido, a câmara mortuária foi substituída por um simples sarcófago e o monumento deslocado para junto de uma parede lateral, mas ainda haveria diversas estátuas e relevos. Apesar da dedicação com que Michelangelo se voltou para o trabalho, nos três anos seguintes só três estátuas haviam sido iniciadas, o Moisés, e duas outras, de escravos, mas permaneciam inconclusas. Entre 1519 e 1520 fez um Cristo Redentor inteiramente nu para a Igreja de Santa Maria sobre Minerva, inspirado no modelo do nu heroico da Antiguidade clássica. Havia sido encomendado em 1514 pelo patrício romano Metello Vari, e o trabalho iniciara em seguida, mas a meio caminho Michelangelo descobriu um veio negro no mármore e abandonou a peça. Uma segunda versão foi criada rapidamente para cumprir o contrato, e o polimento final foi entregue a seus discípulos. Anos depois sua nudez foi oculta.
Quando iniciou o pontificado de Leão X o artista foi requisitado para trabalhar em Florença. Lá, entre vários projetos arquitetônicos, esculpiu a partir de 1521 um importante par de tumbas para dois duques Medici na Sacristia Nova. Como já se tornava uma experiência comum para ele, houve várias interrupções e não pôde terminá-las, foi chamado para Roma em 1526. As estátuas dos mortos são belas e nobres, os retratam idealizadamente vestidos como antigos generais romanos, mas são especialmente notáveis as que se reclinam sobre os sarcófagos. Na tumba de Juliano, as alegorias do Dia e da Noite, e na de Lorenzo, a Aurora e o Ocaso, com uma possante descrição anatômica e intenso pathos. Deveriam ter sido esculpidas ainda quatro estátuas de deidades fluviais, mas não foram sequer iniciadas. Quando Michelangelo partiu os monumentos ainda não estavam montados, e sua forma final se deveu ao concurso de alguns de seus discípulos, que finalmente arranjaram as tumbas no ano de 1545, na forma como se as vê hoje.

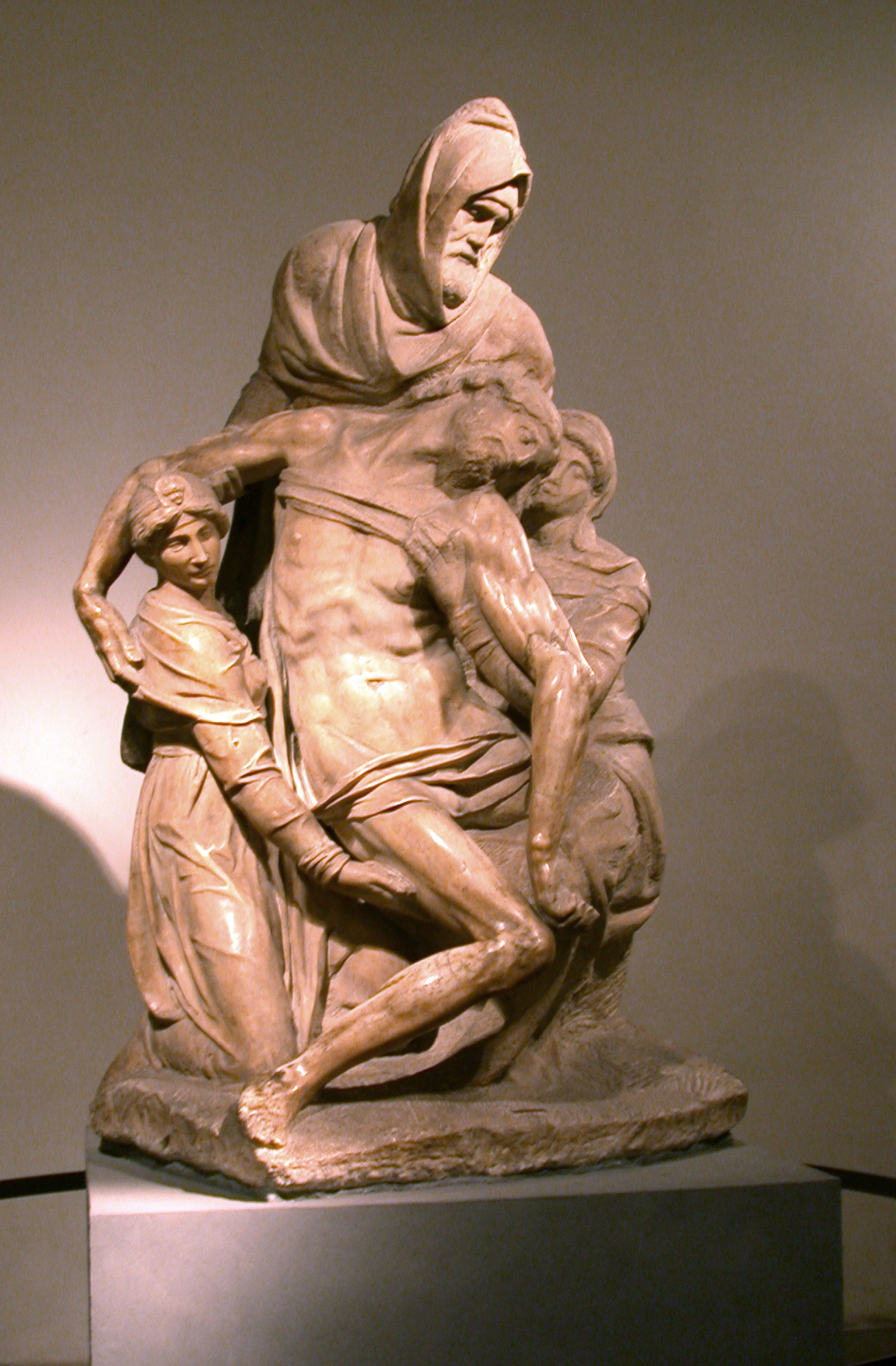
Pietà de Florença, c. 1550. Museo dell'Opera del Duomo

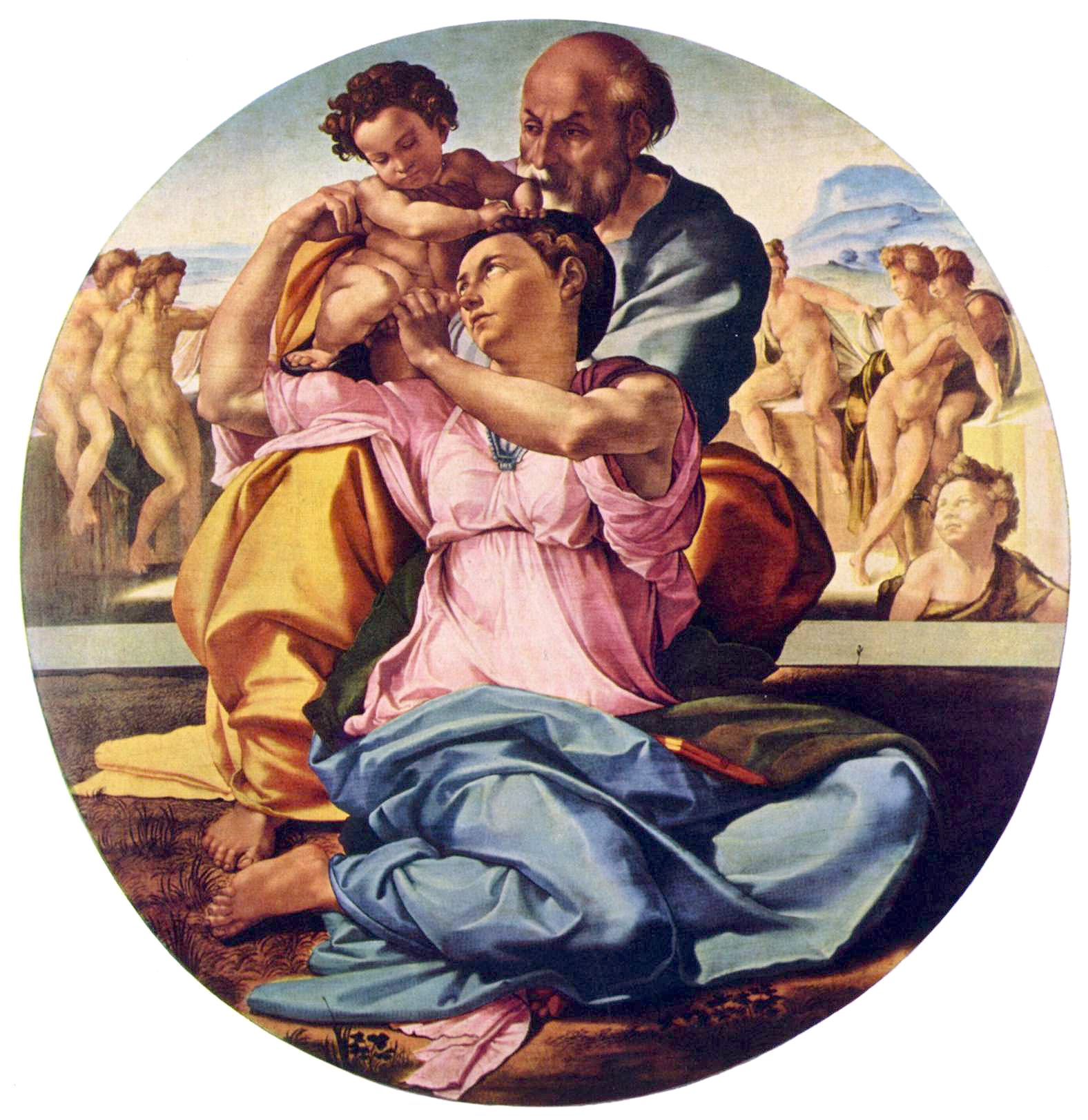
Michelangelo: Tondo Doni, c. 1504. Galleria degli Uffizi

Provavelmente Michelangelo voltou a trabalhar na tumba de Júlio em 1526, produzindo quatro Cativos, maiores do que os dois Escravos, que também não foram acabados mas modernamente são muito apreciados por sua concepção poderosa e por parecerem estar lutando em desespero para se libertar da prisão da matéria amorfa que os rodeia, e Hartt chegou a dizer que dificilmente seu impacto emocional poderia ser mais forte se tivessem sido finalizados. Um quarto projeto para a tumba de Júlio II foi desenhado em 1532, e formalizado em contrato com a família, em dimensões ainda menores, e toda a iconografia foi revista. Criou nesta época mais uma estátua, o Gênio da Vitória, uma das mais originais composições de Michelangelo com sua figura fortemente contorcida, a subjugar um prisioneiro, embora não seja garantido que se destinasse ao túmulo. Também esta não foi finalizada. O trabalho só foi terminado em 1545 após o papa intervir para liberar o artista das obrigações com a família de Júlio. E em vez de se localizar na Basílica, foi montado na Basílica de São Pedro Acorrentado. O Moisés, a única peça que ele completou inteiramente, e que deveria ser apenas uma figura secundária no projeto original, foi instalado no centro da composição, rodeado de estátuas muito menos expressivas esculpidas às pressas e completadas por escultores menores, junto com mais duas, obra integral de outros artistas.
De interesse ainda restam suas obras finais, duas pietàs. A primeira ele iniciou antes de 1555 como parte de um projeto para uma tumba própria, que não se concretizou. A meio do trabalho exasperou-se com a "indocilidade da pedra" e destruiu parcialmente o que havia conseguido. Seus discípulos tentaram recompô-la e acabar algumas partes, mas sem grande sucesso, e uma das pernas de Cristo foi perdida. O que hoje permanece é um esboço, ainda assim pungente, da morte de Jesus, estruturado de forma a parecer que o peso de seu corpo sem vida é grande demais para ser sustentado pelas figuras de José de Arimateia, Maria Madalena e a Virgem Maria, emprestando à peça uma atmosfera de trágico desalento. Outra das pietàs, a chamada Pietà Rondanini, foi iniciada pouco antes de ele falecer, e permanece apenas com suas formas sugeridas, mas novamente seu aspecto inacabado, junto com a sensível concepção do conjunto, tem grande apelo para o público moderno.

### Pintura
A primeira pintura que se pode atribuir com segurança a Michelangelo é o Tondo Doni (c. 1504), uma imagem da Sagrada Família. Seu tratamento de espaços e volumes é claramente escultórico, com linhas exatas a delimitar as formas, e sua iconografia foi interpretada por Charles de Tolnay como um sumário da evolução da fé. A Virgem e São José pertencem ao mundo do Antigo Testamento, regido pela Lei; Cristo é a Boa Nova, o mundo da Graça; São João Batista é a ponte de ligação entre ambos, e a galeria de nus ao fundo representaria o mundo pagão. O grupo é organizado a partir da forma da pirâmide combinada à espiral, a figura serpentinata que se tornou tão cara aos maneiristas, e o tratamento dos planos cromáticos estabelece limites nítidos entre eles, sem sfumato. Sua obra seguinte de importância teria sido a jamais realizada Batalha de Cascina, mas da qual sobrevive uma cópia do desenho preparatório. A cena escolhida para representação foi a do aviso da chegada das forças pisanas, colhendo os florentinos de surpresa. Michelangelo usou novamente um pretexto temático para realizar um notável estudo de anatomia de corpos humanos, colocando um grande grupo de soldados a se aprontarem para a batalha numa multiplicidade de posições.
Na sequência veio a encomenda do teto da Capela Sistina, um espaço de grande significado simbólico no Vaticano por ser onde se realizam as eleições papais. A Capela já era decorada com uma série de afrescos importantes nas paredes, e a tarefa de Michelangelo foi a de decorar o teto, pintado apenas de um azul pontilhado de estrelas. A ideia inicial de Júlio II era de apenas doze grandes figuras dos Apóstolos, mas Michelangelo concebeu um conjunto de sete Apóstolos e mais as cinco sibilas da mitologia grecorromana, uma escolha bastante incomum mas não inteiramente inédita para um teto de capela. Acrescentou ainda quarenta ancestrais de Cristo, uma longa série de cenas do Genesis, vários nus e outras figuras acessórias, compondo um grupo de trezentas figuras dividido em três grupos: a Criação da Terra por Deus, a Criação da Humanidade e sua queda e, por fim, a Humanidade representada por Noé. As figuras exibem uma força e majestade sem precedentes na pintura ocidental. Todo o tom da obra é monumental, é grandiloquente sem ser puramente retórico, mas possuindo alta poesia, inaugurando uma forma inteiramente nova de representar o trágico, o heroico e o sublime, e também o movimento e o corpo humano. Sua interpretação temática tem sido objeto de intenso debate desde o momento de sua apresentação pública, e muitos a tem comparado com um grande panorama da evolução humana dentro de um escopo cósmico, num entendimento do Antigo Testamento como uma preparação para a vinda de Cristo, ou como uma interpretação neoplatônica dos eventos bíblicos sob uma óptica de relacionamento Deus-Homem particularmente dramática. Michelangelo anos mais tarde disse que a concepção da iconografia se devia a ele, mas para quem não tinha uma grande erudição nem sabia latim, a complexidade simbólica das cenas parece estar além de sua capacidade de conceituação. Hartt disse que tem sido sugerido que ele teve um conselheiro teológico na elaboração do programa temático do teto na pessoa de Marco Vigerio della Rovere, um franciscano parente do papa. As cenas são compostas sem relação espacial umas com as outras ou com as figuras laterais, e o painel não pode ser observado a partir de um único ponto de vista.

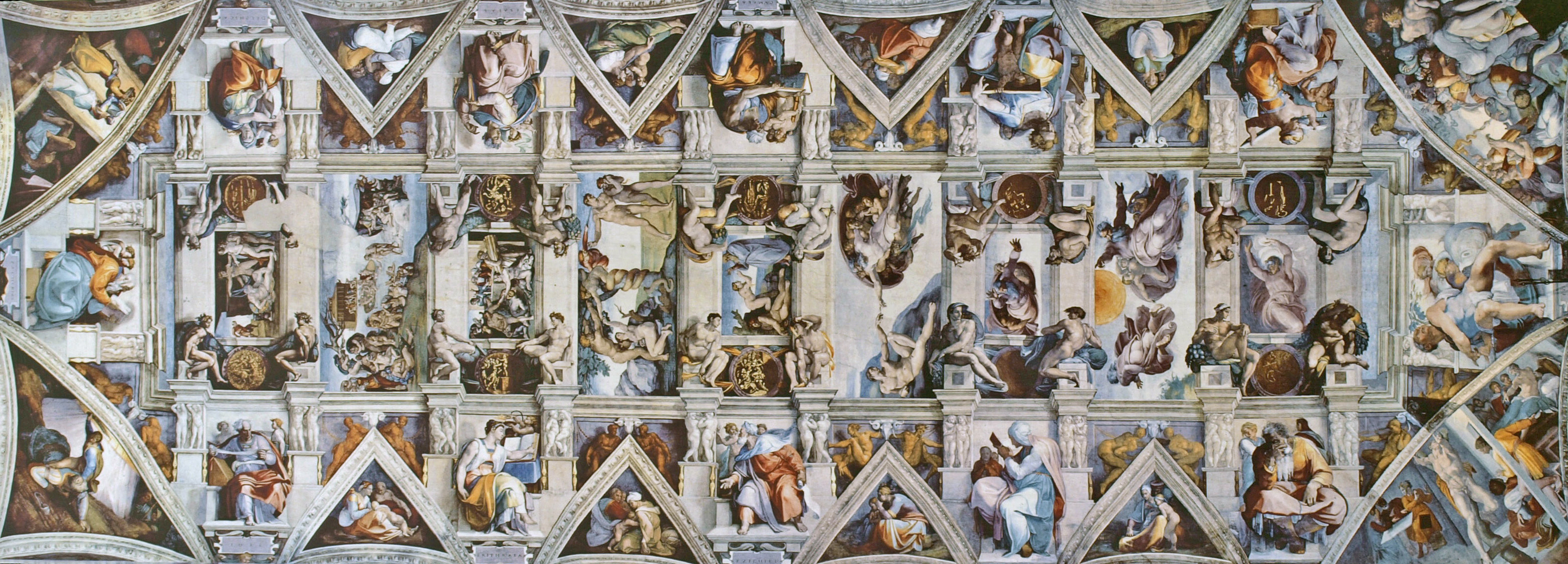
Michelangelo: visão parcial do teto da Capela Sistina

É interessante também porque permanece como um documento da evolução do autor na pintura de afresco em escala monumental, técnica com a qual ele estava pouco familiarizado no início da obra. Ele partiu da figura de Noé sobre a entrada, e foi seguindo em direção ao altar. As primeiras figuras revelam sua inexperiência e usam modelos formais mais ou menos padronizados e pouco dinâmicos, e as cenas guardam uma escala relativamente modesta. Mas em pouco tempo, como é visível, adquiriu confiança e desenvoltura, e estudos recentes têm afirmado que à medida que o trabalho avançava prescindia mais e mais de esboços preparatórios na escala definitiva, até descartá-los por completo, pintando diretamente. A mesma confiança fica patente no tratamento cada vez mais livre das pinceladas e no crescente dinamismo e expressividade das figuras, chegando a dimensões de tragédia em alguns personagens, o que ilustra com clareza a passagem do equilíbrio clássico do Alto Renascimento para o mundo agitado do Maneirismo. O trabalho foi interrompido na metade por cerca de um ano, quando não houve fundos para pagá-lo, e quando foi retomado, curiosamente o mesmo processo evolutivo se observa da segunda metade, na cena da criação de Adão, para o final na figura de Jonas. Existe porém um diferencial na segunda metade, enfatizando as atmosferas reflexivas antes do que as anatomias vitais e exuberantes.

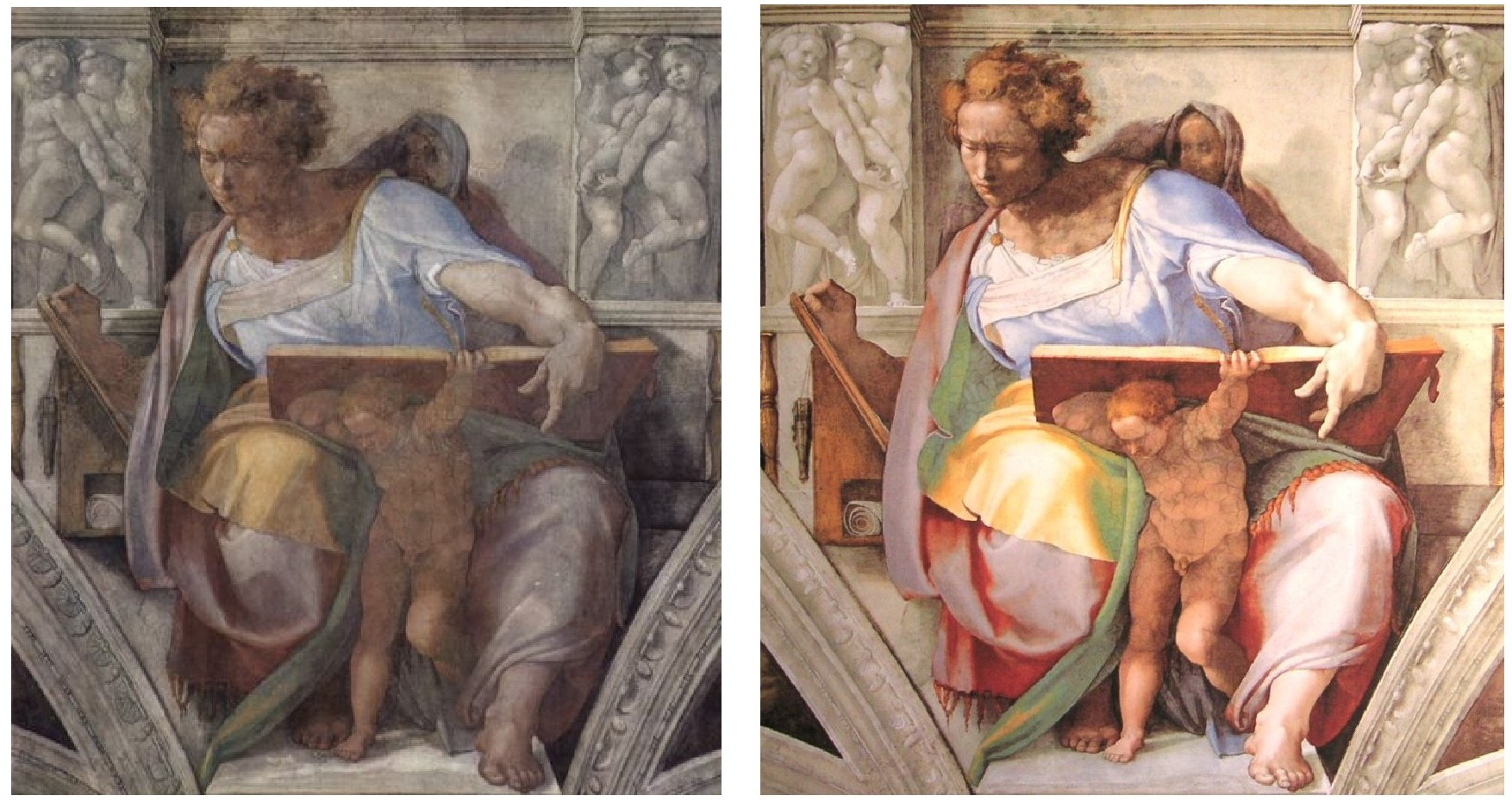
Figura de Daniel na Capela Sistina, antes e depois do restauro

Recentemente uma restauração patrocinada por uma companhia de televisão japonesa e levada a cabo por uma grande equipe de especialistas removeu camadas de fuligem de velas, sujeiras diversas e possíveis restauros anteriores. A opção do responsável pelo trabalho foi remover tudo o que havia acima da camada realizada em buon fresco, o afresco puro, pintado quando a camada de base ainda está úmida, fazendo com que ao secar as cores se fixem permanentemente incorporadas ao reboco. O resultado foi surpreendente, mostrando uma paleta de cores brilhante e variada, muito diferente daquela que por séculos foi associada com a pintura de Michelangelo. Mas o restauro levantou uma turbulenta controvérsia no mundo da arte. Enquanto que um grupo de críticos louvou o resultado como uma revelação, dizendo que obrigava à reformulação de todas as avaliações prévias sobre sua estética, muitos outros peritos igualmente respeitados consideraram a intervenção uma calamidade que destruiu a sua pintura para sempre, acusando os restauradores de remover, além dos detritos acumulados ao longo dos anos, também acréscimos do próprio Michelangelo que teriam sido pintados a seco depois do buon fresco secar, o que realmente era uma prática bastante comum no seu tempo. Comparando-se fotografias dos estados anterior e posterior, parece claro que a adoção de uma solução técnica unificada para todo o painel foi de fato uma atitude temerária, e que o restauro tenha sido radical demais pelo menos em alguns pontos, pois é difícil crer que o artista tivesse, por exemplo, pintado figuras sem olhos, como estão agora algumas delas. Diversos outros detalhes desapareceram, como ornamentações na arquitetura ilusionística que emoldura as cenas, pregas nos mantos e o modelado sutil dos corpos e das sombras, resultando em planos mais achatados e anulando parte do efeito escultórico da pintura. Entretanto, em termos de cores a paleta luminosa que surgiu na Capela Sistina teve uma confirmação quando se restaurou o Tondo Doni, que traz o mesmo espectro de cores.

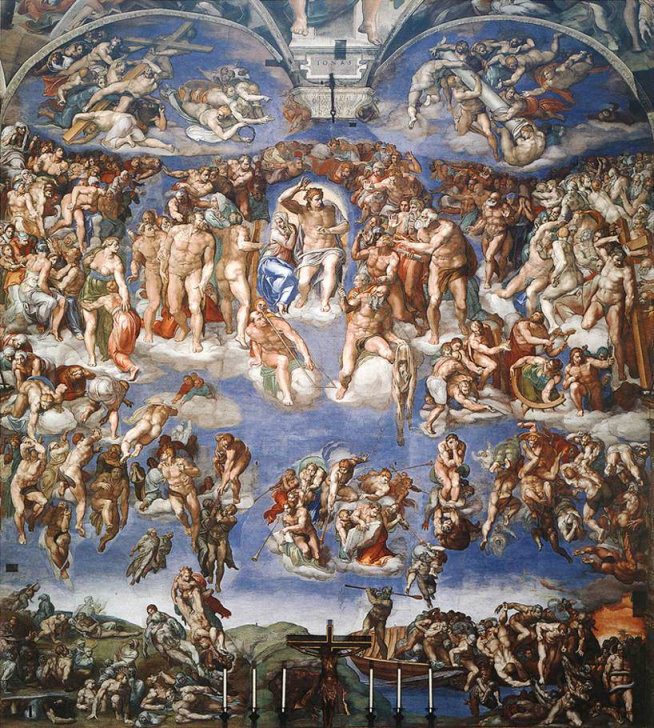
Michelangelo: O Juízo Final. Capela Sistina

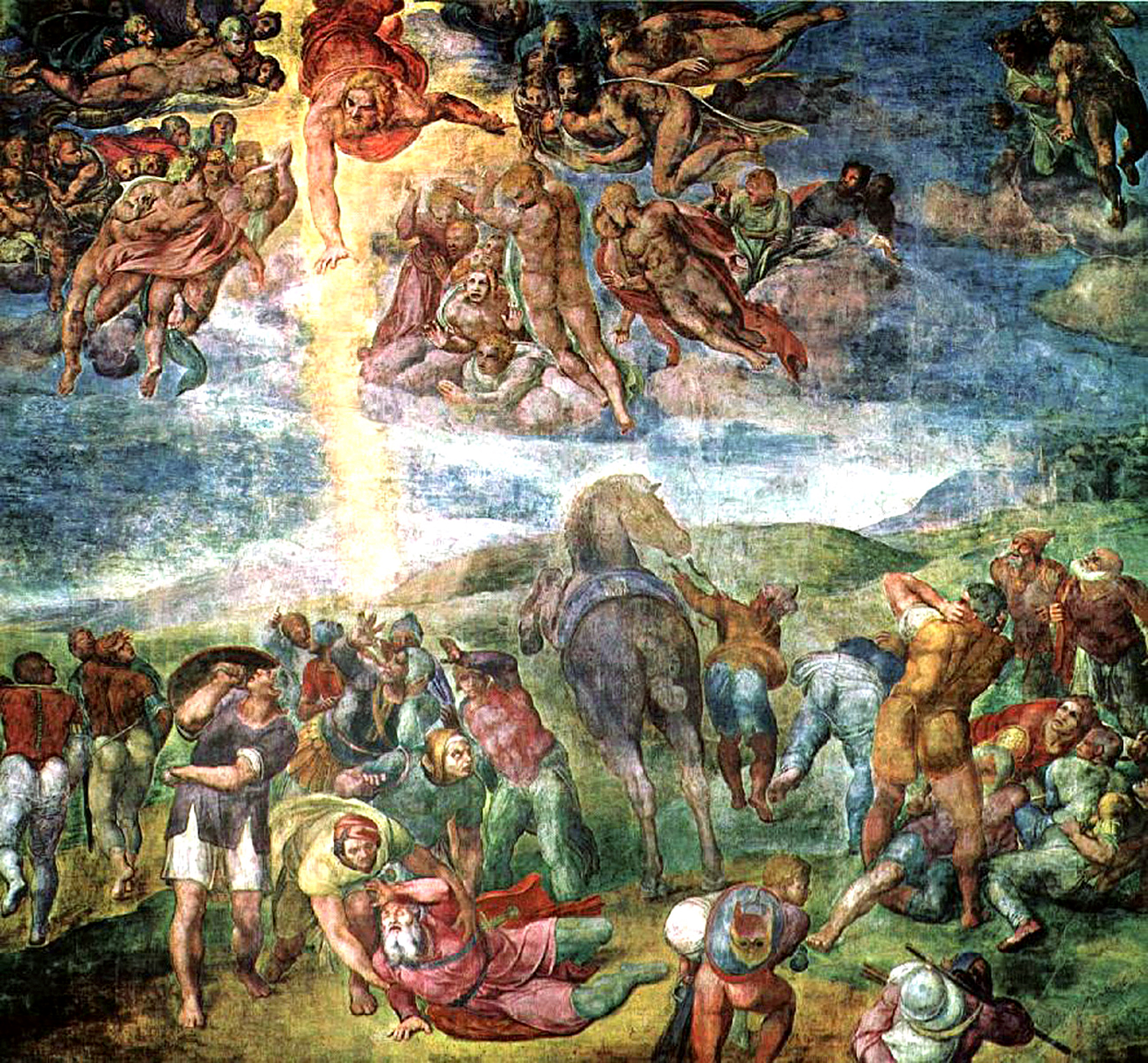
Michelangelo: A conversão de Saulo, Capela Paulina

Outra composição de grande importância foi realizada na mesma Capela Sistina, a cena do Juízo Final sobre a parede do altar, pintada entre 1536 e 1541, encomendada por Paulo III, um tema perfeitamente afinado a um momento em que a Contra-Reforma exercia com força a censura e perseguia visões heterodoxas do Cristianismo. A composição é estruturada em torno da figura monumental de Cristo Juiz, que separa os bons dos maus. Ao contrário da tradição anterior, que estabelecia esta cena em níveis e hierarquias rigidamente compartimentalizados, Michelangelo dissolveu boa parte desses limites, tornando o conjunto muito mais dinâmico e unificado. A própria distinção entre os condenados e os salvos é minimizada, e os próprios santos são em sua maioria despojados de vestimentas e atributos conspícuos, numa massa de corpos nus que se espalha em movimento por toda a superfície. Toda essa nudez imediatamente despertou severas críticas de parte do alto clero, e por pouco o painel não foi destruído. Para explicar como uma profusão de nus pôde ser pintada na Capela Sistina, um dos espaços mais importantes do Vaticano, Crompton disse que os dois papas mais fortemente associados a ela eram alvo de rumores. O construtor da Capela, Sisto IV, foi mais de uma vez acusado de sodomia, e sua inclinação era confirmada pelo seu próprio camareiro. Júlio II, que mandou pintar o teto, havia sido condenado pelo Concílio de Pisa como outro "sodomita, coberto de úlceras vergonhosas". O concílio em verdade serviu a fins políticos de seus adversários, mas outros relatos falam de sua atração por homens jovens.
Suas últimas pinturas dignas de nota foram dois grandes afrescos na Capela Paulina do Vaticano. Depois da grande liberdade mostrada no Juízo, ambos foram concebidos com mais rigor e menos dinamismo, ainda que estejam entre suas obras mais expressivas pela poderosa compactação dos grupos e pela intensidade dramática da caracterização dos personagens. O primeiro representa a Conversão de Saulo, realizado entre 1542 e 1545, organizado em torno da eficiente diagonal entre Cristo no céu e Saulo arrojado ao solo, cego pela luz divina, com uma grande figura de cavalo ao centro funcionando como o eixo estrutural que equilibra toda a cena. O segundo afresco retrata a Crucificação de Pedro, e foi terminado em 1550, a mais compacta de todas as pinturas de Michelangelo, organizada também sobre a diagonal formada pela cruz sendo erguida. Todo o senso de perspectiva foi ignorado e Michelangelo reverteu ao uso medieval de representar o que está mais longe numa posição superior, com pouca distinção de proporções entre o primeiro plano e os planos em recuo. A cena é essencialmente estática, com pouca ação, mas possui uma pungente qualidade ritualística.

### Arquitetura
Vasari disse que os arquitetos do século XV haviam levado a arquitetura a um alto nível, mas careciam de um elemento que os impediu de atingirem a perfeição — a liberdade. Descrevendo a arquitetura como um sistema de regras definidas, declarou que os edifícios novos deviam seguir o exemplo dos antigos mestres clássicos, mantendo o conjunto em boa ordem e evitando mistura de elementos díspares. Nessa linha de ideias, ele acrescentou que a liberdade criativa, apesar de cair fora de algumas regras, não era incompatível com a ordem e a correção, e tinha a vantagem de ser guiada pelo juízo do próprio criador. Michelangelo foi considerado por Vasari o único dos mestres da sua geração a conquistar essa desejada liberdade, e cujo engajamento pessoal e individualista em todas as suas atividades, incomum numa época em que o trabalho coletivo era a regra, abriu caminho para outros arquitetos produzirem obras cada vez mais personalistas, buscando solucionar os problemas da construção dentro da esfera da própria arquitetura sem a antiga tutela dos literatos, dos tratadistas e dos intelectuais, e com um novo senso de profissionalismo. Isso não impediu, contudo, que elementos clássicos continuassem a ser empregados, mas numa abordagem eclética e experimental, e se adequando a novos conceitos de habitabilidade, função e conforto.

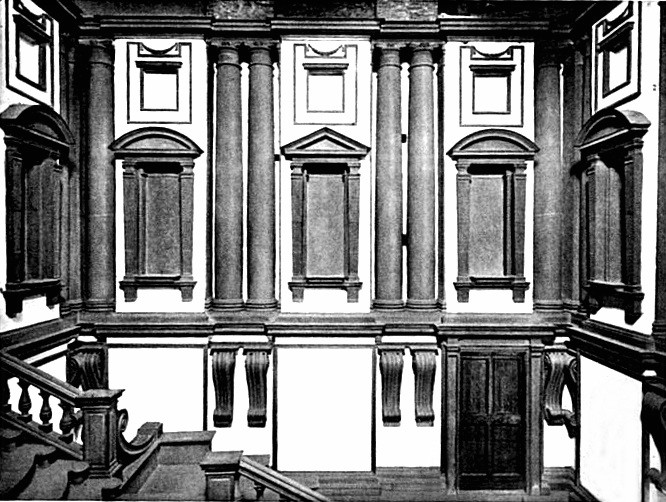
Michelangelo: Detalhe do vestíbulo da Biblioteca Laurenciana

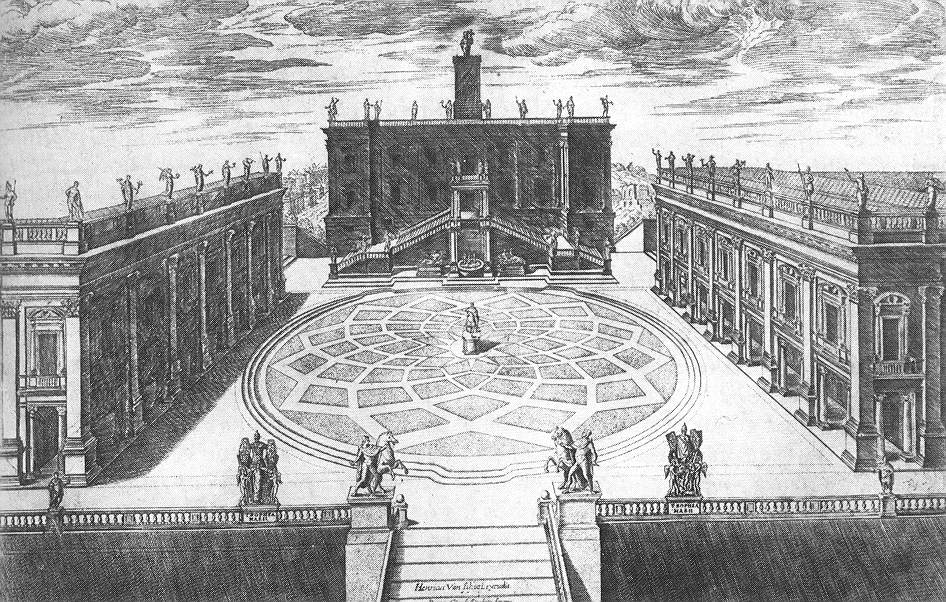
Michelangelo: Projeto da praça do Capitólio, Roma

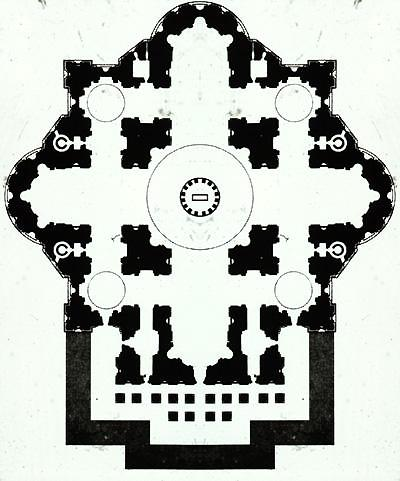
Michelangelo: Planta da Basílica de São Pedro, 1546

Seu primeiro trabalho arquitetônico foi o desenho de uma nova fachada para a Basílica de São Lourenço, em Florença, executado a pedido de Leão X em 1515. O plano possui dois pisos de igual importância, estruturados em dois blocos laterais dispostos simetricamente em torno de um bloco central coroado por um frontão, dentro do esquema clássico. O projeto foi abandonado sem ser realizado. Seu projeto seguinte foi a Sacristia Nova da Basílica, concebida na tradição de Brunelleschi, instalando uma cúpula apoiada em pendentes sobre um volume cúbico, com paredes revestidas de estuque intercalado com seções em pedra. A decoração interna também foi sua, criando tumbas de feição arquitetural para dois príncipes Médici nas paredes laterais e aplicando elementos arquiteturais simplesmente decorativos que subvertem as suas funções primitivas, como tabernáculos vazios sobre as portas, janelas cegas e pilastras sem capitéis. A Biblioteca Laurenciana, também anexa à Basílica, é da mesma forma inovadora, especialmente o espaço do vestíbulo, cuja verticalidade é de todo incomum. Também faz uso de elementos arquiteturais desvinculados de sua função, como as janelas cegas e pilastras sem base, apoiadas apenas sobre consoles, além de agrupar os elementos de forma muito compacta. A peça mas notável no vestíbulo é a escadaria, tratada de maneira escultórica como um volume de grande independência em relação à estrutura do edifício. As salas para a guarda dos livros e para a leitura são convencionais, amplas e espaçosas na tradição das bibliotecas conventuais medievais, demonstrando um entendimento das necessidades funcionais do espaço.
Em 1534, com esses projetos ainda em andamento, Michelangelo mudou-se para Roma. Ali seu primeiro projeto foi a remodelação da praça na colina do Capitólio, que desde o Saque de Roma em 1527 estava em ruínas. O papa Paulo III havia recentemente instalado no centro da praça uma importante relíquia romana, a estátua equestre de Marco Aurélio, e Michelangelo foi incumbido de prover um cenário urbanístico para ela, numa obra que tinha grande importância cívica. Michelangelo encontrou a área já ocupada por dois palácios arruinados dispostos em um ângulo arbitrário, com um outro no fundo da praça. Aproveitou a disposição original dos palácios e criou um espaço intermédio trapezoidal, em cujo centro foi colocada a estátua, organizando os volumes e vazios de forma simétrica. Os palácios foram restaurados e suas fachadas redesenhadas, com um projeto diferenciado para o do fundo e fachadas gêmeas para os laterais. Para a entrada da praça Michelangelo concebeu uma rampa-escadaria monumental, interligando o topo da colina com o nível da cidade. O resultado do conjunto foi brilhante. Ele não chegou a ver o projeto concluído mas seus continuadores seguiram o desenho que deixou.
Sua obra mais ambiciosa na arquitetura foi sua participação na reforma da Basílica de São Pedro. Usou como base o projeto desenvolvido por Bramante, que considerava de alto nível, e, como ele, preferia a planta em cruz grega como a mais adequada para uma igreja. Mesmo nesse terreno sua obsessão pela forma humana se torna evidente; pensava que o edifício era comparável a um corpo humano, significando organizar suas partes em torno de um eixo central, assim como os membros se organizam em torno do tronco. Dizia que quem não dominava a forma do corpo não seria capaz de compreender a arquitetura. Suas modificações no desenho bramantino foram a compactação do conjunto, eliminando o esquema de várias cruzes interligadas e estruturando a planta sobre uma única grande cruz, com uma entrada de colunata dupla sustentando um frontão clássico. A configuração atual da Basílica, todavia, é em cruz latina, tendo sido reformada em anos posteriores. Seu tratamento das fachadas também revela sua tendência de dar mais unidade e coerência ao conjunto, estabelecendo uma série de pilastras externas na ordem colossal, que atravessa dois pisos e os interliga poderosamente sem interromper a fluência do desenvolvimento horizontal. Essa ideia havia sido esboçada por Leon Battista Alberti numa igreja de Mântua, mas Michelangelo levou-a à sua conclusão lógica e em uma escala monumental, tornando-se um modelo para os arquitetos do Maneirismo e do Barroco. Outra contribuição importante para o edifício foi o desenho de sua cúpula. Planejou de início uma cúpula ogival, como a da Catedral de Florença, mas depois o reformulou de forma hemisférica para compensar a verticalidade do bloco inferior e para criar um diálogo entre elementos estáticos e dinâmicos. Contudo, ele não viu a cúpula ser construída, e quando o foi seu segundo desenho foi descartado e Giacomo della Porta reverteu o projeto para sua concepção primitiva, julgando-o, com boas razões, mais estável e fácil de construir. Mesmo assim ainda é uma criação de Michelangelo, e uma das mais importantes em seu gênero em todo o mundo, sendo também ela um modelo para gerações futuras.

### Desenho

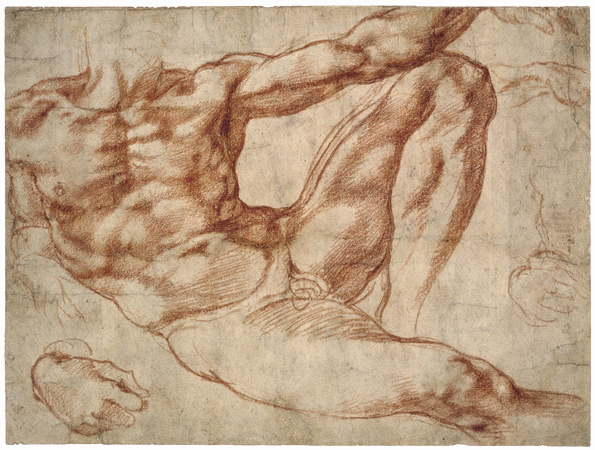
Michelangelo: Estudo para o Adão da Capela Sistina, c. 1510. Museu Britânico, Londres

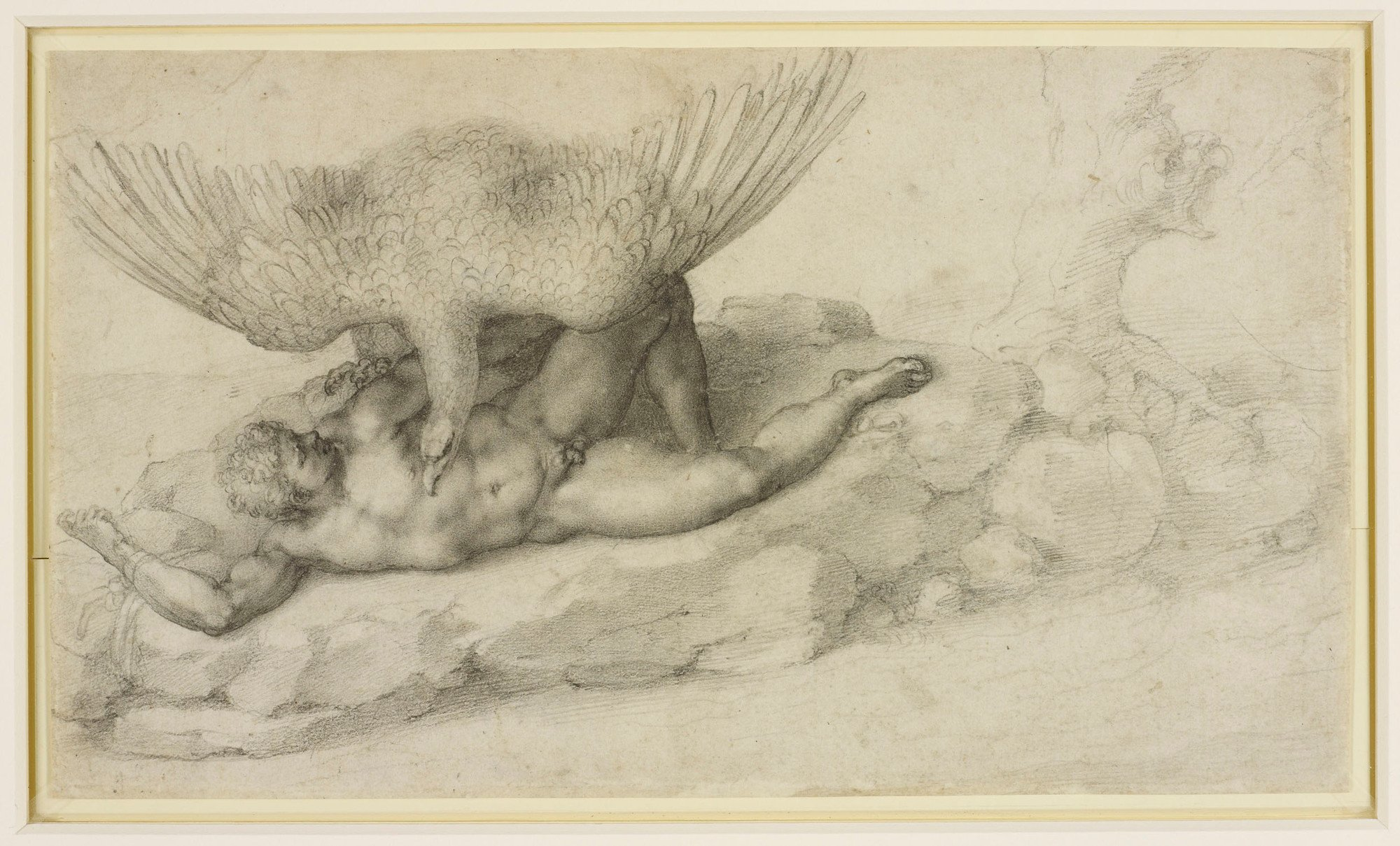
Michelangelo: Tytus, c. 1533, para Tommaso dei Cavalieri. Royal Collection, Castelo de Windsor

A maior parte dos desenhos de Michelangelo que sobrevivem são esboços preparatórios para suas obras em escultura e pintura. Não obstante, possuem qualidades que os tornam obras de arte por si mesmos, e demonstram uma habilidade consumada no tratamento da forma, nos efeitos de luz e na descrição da anatomia e do movimento. Era capaz de obter efeitos de volume muitas vezes com o simples controle da espessura do traço. O estudo dos seus desenhos lança luzes valiosas sobre o seu processo criativo e sobre as mudanças na concepção de uma obra, e existem vários deles que jamais foram transportados para outros formatos, permanecendo como testemunhos únicos de uma dada ideia. Mas nem todos foram concebidos como estudos, presenteou seus amigos várias vezes com obras acabadas, e realizou alguns retratos, o que indica que ele considerava esta técnica como um território autônomo da arte. Dava-lhes grande valor, e os guardava ciosamente. O domínio do desenho era enfatizado quando ensinou seus poucos alunos, recomendando que eles o praticassem sem cessar, muitas vezes provendo desenhos seus para que copiassem. O desenho também lhe serviu como meio de divulgação de suas ideias, e após 1550 realizou vários para serem transportados para a pintura por outros artistas.
Vasari disse que pouco antes de morrer Michelangelo queimou grande quantidade de seus desenhos e esboços, a fim de que ninguém pudesse ver o modo como ele desenvolveu seu trabalho e testou o seu gênio, para que sua imagem pública não parecesse menos do que perfeita. Com isso o acervo remanescente é relativamente reduzido, e as peças que escaparam da destruição foram altamente cobiçadas pelos colecionadores. Seu próprio sobrinho Lionardo teve de desembolsar uma elevada quantia quando quis adquirir alguns no mercado de arte romano. A maior parte deles, cerca de duzentos, está preservada na Casa Buonarroti em Florença, como um legado de seus descendentes. Devido à superexposição à luz e a más condições ambientais ao longo dos séculos, grande parte da coleção sofreu grave prejuízo, mas foram restaurados na década de 1970.

### Poesia
Na opinião de Alma Altizer, Michelangelo foi um poeta extraordinário, e em seus melhores momentos foi capaz de expressar uma poderosa unidade de visão que os torna ao mesmo tempo rústicos e sofisticados, arcaicos e contemporâneos, obscuros e cristalinamente claros. Buscava com eles poder expressar "os movimentos internos de sua alma". Para a pesquisadora sua força deriva de sua capacidade de condensar nos poucos versos de suas formas favoritas, o soneto e o madrigal, uma vasta gama de significados e uma rica pletora de imagens poéticas, penetrando fundo na dialética inerente à vida humana. Nos cerca de trezentos poemas e fragmentos que chegaram aos dias de hoje é recorrente a exploração de antíteses — imaginação e realidade, criação e destruição, sujeito o objeto, espírito e matéria, amante e amado, dor e prazer, vida interior e exterior, beleza e feiura, vida e morte.
Suas primeiras obras são muitas vezes inacabadas, convencionais e derivativas de Dante Alighieri e Petrarca, e também da filosofia escolástica em sua maneira de lidar com os paradoxos morais e religiosos, mas com o passar dos anos desenvolveu uma técnica sintética original que lhe possibilitou manejar as antíteses em vários planos simultâneos. Girardi apontou como outras características de sua poesia uma tendência a abstrair e interiorizar as imagens e expressões formais que herdou de seus modelos, uma recusa a usar conceitos de maneira simplesmente ornamental como um fim em si mesmos, e uma capacidade de evitar circunlóquios e ir diretamente ao ponto desejado, o que lhes empresta uma grande força persuasiva e os anima como imagens de uma experiência verdadeira. A seguir um madrigal composto para Vittoria Colonna:
| Non pur d'argento o d'oro | Nem só de prata ou ouro (tradução livre) |
| --- | --- |
| "Non pur d'argento o d'oro vinto dal foco esser po' piena aspetta, vota d'opra prefetta, la forma, che sol fratta il tragge fora; tal io, col foco ancora d'amor dentro ristoro il desir voto di beltà infinita, di coste' ch'i' adoro, anima e cor della mie fragil vita. Alta donna gradita in me discende per sì brevi spazi, c'a trarla fuor convien mi rompa e strazzi." | Nem só de prata ou ouro fusos no fogo, ainda espera ser cheia, oca da obra feita, a fôrma, que só a revela ao quebrar; eu também, a queimar de amor, por dentro eu forro o anelo oco pela beleza infinda daquela que eu adoro, alma e coração desta frágil vida. Nobre dama, e bem-vinda, em mim desce por tão finos espaços, que a extraí-la me rompo em pedaços. |

Para Altizer este poema exemplifica o melhor da produção de Michelangelo. O uso de palavras em sua forma toscana arcaica, como fora, foco, volta, opra, fratta, tragge, reforça a atemporalidade do conceito de que o amor é uma força ao mesmo tempo criativa e destrutiva, e que a produção de uma obra de arte de prata ou ouro, significando sua alta qualidade, muitas vezes exige o sacrifício do artista, que se rompe em pedaços para trazê-la à luz. Também condensa em poucas linhas a relação da arte com o amor e o desejo insaciável pela beleza infinita, e a noção de que a alma do artista é incompleta sem a presença da sua musa. Essa condensação é possível graças ao uso de formas sintáticas compactas, invertidas ou interpoladas e pela escolha de poucas palavras-chave que por si trazem junto uma série de conceitos associados. Apesar de suas altas qualidades, a maior parte de sua obra poética não foi escrita senão para ele mesmo e para um reduzido círculo de amigos. Vários poemas foram registrados em fragmentos de papel, ou em meio a outros escritos, como se fossem pensamentos paralelos que ele captou de passagem. Uma vez pensou em publicar cerca de uma centena deles, mas seu editor faleceu antes de terminar o trabalho e ele não retornou ao projeto, mas alguns apareceram a público sem seu consentimento, e foram considerados obras preciosas. Berni o elogiou com um terzetto onde dizia:
"Calai todos vós, pálidas violetas,

e líquidos cristais, e bestas pétreas:

ele fala coisas, e vós dizeis só palavras."
Benedetto Varchi nas homenagens fúnebres a Michelangelo igualou sua poesia às suas realizações nos outros campos da arte. Mesmo assim, essa apreciação não era generalizada, e somente em 1623 surgiu uma coletânea, obra de seu sobrinho-neto Michelangelo, o Jovem, mas largamente corrigida, atualizando a linguagem e expurgando-a de alusões homoeróticas e de declarações consideradas inaceitáveis para a moral e a religião. Esta edição foi a única disponível até o século XIX, quando as adulterações do editor foram em boa parte removidas e as poesias restauradas a uma forma bastante próxima da original. O interesse nesse momento era já significativo, mas sua tradução para outras línguas era considerada extremamente difícil.
Uma edição completa só foi conseguida por Cesare Guasti em 1863, mas padecia de problemas editoriais sérios. Em 1897 Carl Frey ofereceu o primeiro trabalho realmente erudito de edição, catapultando a produção poética de Michelangelo para um patamar muito mais elevado de atenção do público, tornando-se canônico por cerca de sessenta anos, embora ainda apresentasse algumas deficiências. Em 1960 Enzo Girardi publicou outra edição completa, muito superior, oferecendo uma versão em italiano moderno ao lado de uma versão restaurada que se tornou referencial, e provendo uma ordenação cronológica baseado na evolução da caligrafia de Michelangelo, o que possibilitou estudar o tema em relação à sua evolução artística como um todo e com os acontecimentos de sua vida pessoal. O quadro formado a partir disso é que ele só começou a escrever depois de 1503, produzindo quatorze poemas até 1520. Desta data até 1531, mais trinta ou quarenta, e entre 1532 e 1547, cerca de duzentos, divididos em três grupos: o primeiro dirigido a Tommaso dei Cavalieri, expressando uma intensidade de amor que tornava seu destinatário o epítome de tudo o que de bom poderia haver no mundo, unindo de maneira sem igual a beleza do corpo e do espírito; o segundo, dirigido a Vittoria Colonna, igualmente intenso afetivamente mas mais inclinado à religiosidade; e um grupo para uma destinatária desconhecida, a dama bela e cruel, possivelmente uma figura simbólica e não uma pessoa real, tratando de temas variados não relacionados ao amor.
A última fase é a mais eclética, e só pode ser agrupada pela cronologia, mas um tema comum é a religião, expressando seu desejo de paz e perdão por seus pecados. Depois da contribuição de Girardi as edições e traduções se multiplicaram, e até o fim do século XX somente em inglês apareceram cinco edições completas. Entretanto, na própria Itália ele está longe de ser uma unanimidade entre os críticos, e nomes importantes como Benedetto Croce e Giuseppe Toffanin consideraram sua poesia pobre, pouco original e seriamente defeituosa. Curiosamente o próprio autor escreveu comentários ao lado de vários poemas denegrindo seu mérito, mas ele não estendia essa opinião ao conjunto de sua obra poética, e escreveu a Jacob Arcadelt agradecendo-lhe ter musicado um deles, e a Varchi por uma palestra altamente laudatória que proferira em Florença sobre esta faceta de sua carreira; além disso, como se disse antes, ele pelo menos uma vez tencionou publicar uma coletânea substancial. Seus poemas foram musicados várias vezes ao longo da história, por compositores como Costanzo Festa, Bartolomeo Tromboncino, Jacob Arcadelt Dmitri Shostakovitch, Hugo Wolf, Richard Strauss, Luigi Dallapiccola e Benjamin Britten.

### Correspondência
Michelangelo era um assíduo correspondente; sobrevivem quase quinhentas das incontáveis cartas que escreveu para os mais diferentes destinatários, embora estes tenham sido principalmente seus familiares, amigos, agentes e patronos. Elas são uma fonte da maior relevância para se formar uma ideia mais completa de sua vida, personalidade e obra. Em várias delas se encontram exemplos de sua poesia, e em sua prosa exibem, segundo George Bull, um dialeto toscano robusto e fluente, capaz de transitar entre uma linguagem rica e florida e asserções diretas e objetivas, muitas vezes de dura crítica, expressando uma imaginação viva e complexa, uma posição ambivalente sobre várias coisas e uma sensibilidade refinada e passional, muitas vezes coloridas por um fino senso de humor, mas que às vezes chegava ao grotesco. Não raro abordou temas centrais da vida humana — a morte, a religião, o amor e a ambição. Usava muitas metáforas de grande vivacidade e sua habilidade com os jogos de palavras era grande. Segue uma carta dirigida a Tommaso dei Cavalieri em dezembro de 1532:

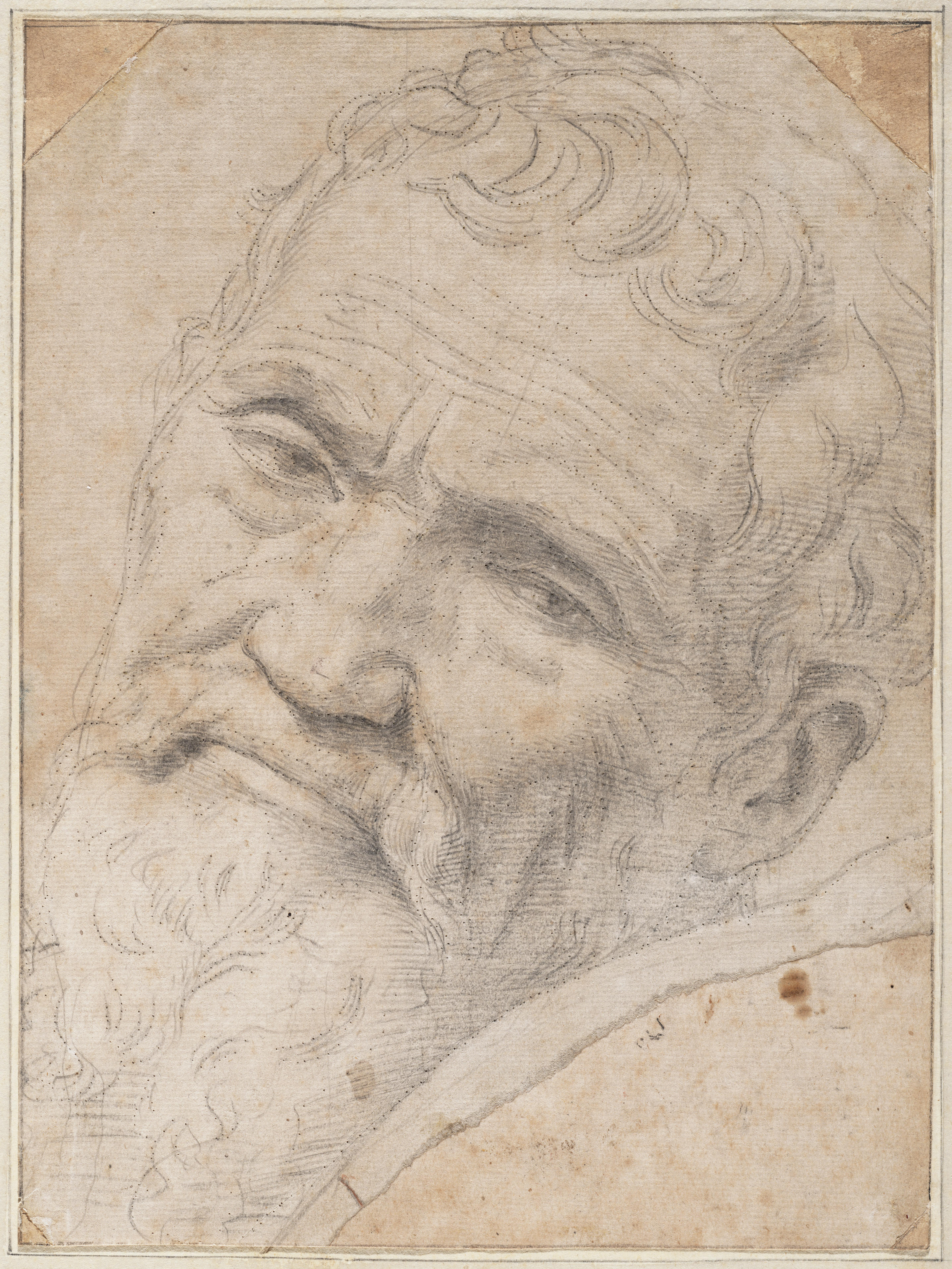
Daniele da Volterra: Retrato de Michelangelo, c, 1553. Museu Teyler, Haarlem

"Impulsivamente, senhor Tommaso, meu senhor caríssimo, sou impelido a escrever a Vossa Senhoria, não em resposta a alguma (carta) vossa que houvesse recebido, mas antes por andar como as plantas meio secas à beira de um magro regato, que por pouca água sofrem manifestamente. Mas depois que parti da praia não encontrei pequenos córregos, mas o oceano profundo onde aparecestes, tanto que, se pudesse, para não submergir de todo, à praia de onde parti primeiro voluntariamente retornaria. Mas como estou aqui, faremos pedra do coração e seguiremos; e se não tenho a arte de navegar pelas ondas do mar de vosso valoroso gênio, me desculpareis, nem desdenhareis o que vos digo, nem querereis dar-me o que não possuo: pois quem é sempre solitário, nunca pode ter companhia. Mas Vossa Senhoria, única luz de nosso século, não pode satisfazer-se com a obra alheia, não tendo semelhantes nem alguém igual a si. Mas se entre as minhas coisas, que espero e prometo fazer, alguma vos agradar, a direi muito mais afortunada do que boa; e quando estiver certo de agradar, como disse, em alguma coisa a Vossa Senhoria, o tempo presente, com tudo o que surgir através de mim, nela porei, e pesa-me demais não poder reaver o passado, pois então poderia servi-lo muito mais longamente do que só possuindo o futuro, que será breve, pois já sou muito velho. Não tendes que dizer-me nada. Lede o coração e não a palavra, porque a pena não é fiel à boa vontade. Oh, desculpai-me que antes tenha-me mostrado estupefato com vosso peregrino gênio, pois sei quanto agi mal; pois natural é maravilhar-se que Deus faça milagres, assim como maravilha que Roma produza homens divinos. E disso o universo é testemunha."
Outra carta, escrita para seu irmão Lionardo em agosto de 1541:

"Lionardo, me escreves que vens a Roma neste setembro com o Guicciardino. Digo-te que não é uma boa hora, pois não farias senão aumentar as minhas preocupações, além das que já tenho. E digo isso também para Michele, porque estou tão ocupado que não tenho tempo a perder convosco, e todas as outras coisinhas me aborrecem demais: só por isso te escrevo. É preciso preparar a quaresma, te mandarei dinheiro para que te ajeites bem, para que não chegues aqui como uma besta. Escrevi também a Michele, e aconselha-o que também ele se apronte para fazer uma boa quaresma, pois ficarei aliviado; mas talvez haja qualquer coisa que ele precise fazer em Roma em setembro. Isso não sei, mas se não for o caso, de novo aconselho que não venham antes desta quaresma, porque em setembro não terei tempo de qualquer forma para falar convosco, ainda mais que o Urbino que está comigo vai em setembro a Urbino e me deixa aqui sozinho com tanto a fazer. Mas não me faltará alguém que me providencie a comida! Lê esta carta para Michele e pede-lhe que se prepare para esta quaresma como eu disse. E anda a treinar a escrita!, que me parece que tu pioras a cada dia."

## Legado e fortuna crítica

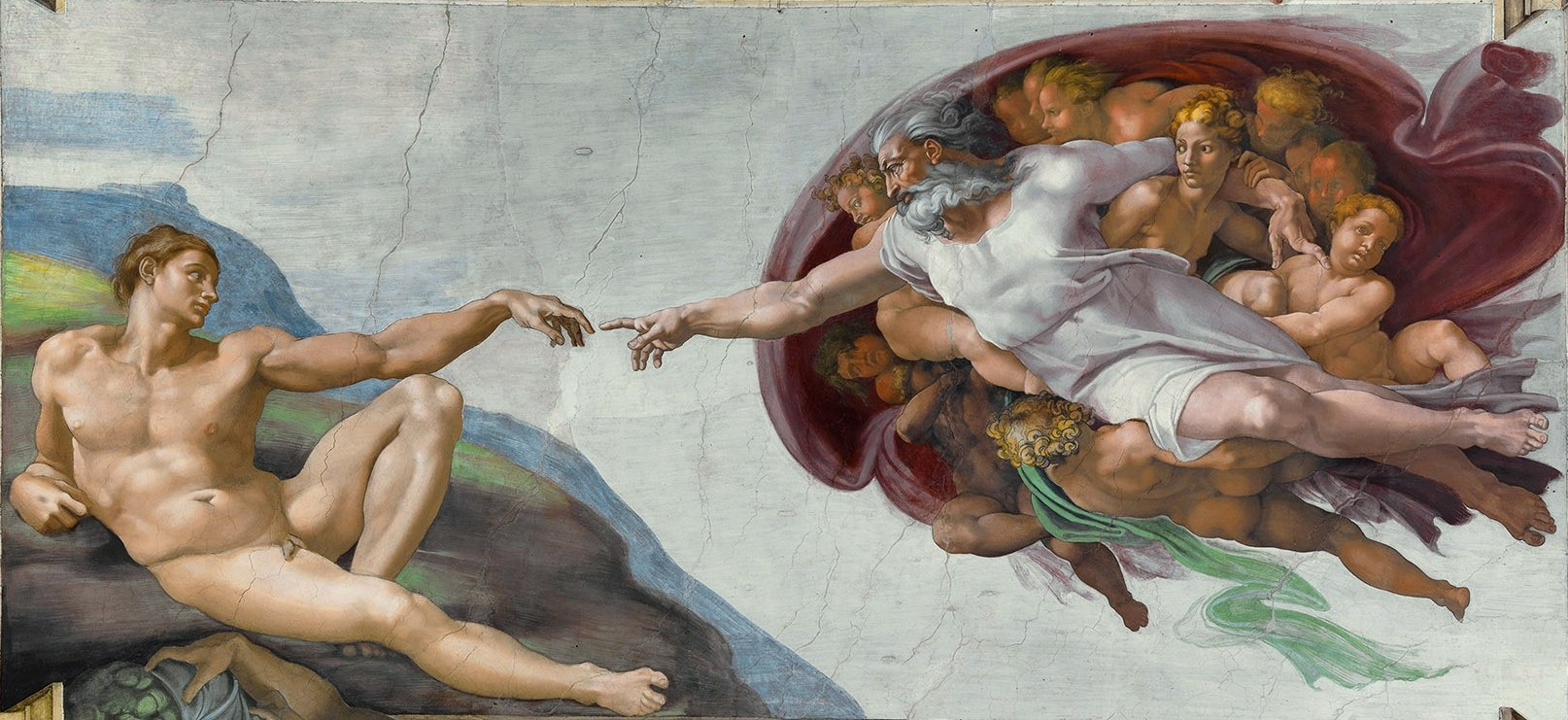
Michelangelo: A criação de Adão. Capela Sistina

Michelangelo foi repetidas vezes disputado por várias cidades, que tentaram seduzí-lo com pensões vultosas para que se estabelecesse entre eles. Até mesmo o sultão da Turquia desejou tê-lo em sua corte. Os banqueiros Gondi de Florença puseram à sua disposição quaisquer quantias que ele desejasse. O rei da França, Francisco I, lhe ofereceu 3 mil coroas para lá se radicar, e a Signoria de Veneza, uma pensão vitalícia de 600 coroas e liberdade completa de ação. Foi estimadíssimo por todos os seus patronos; mesmo o turbulento Júlio II, com quem brigou inúmeras vezes, lhe mostrava caloroso afeto. Júlio III, embora não o tenha empregado para nenhuma tarefa definida em consideração à sua idade avançada, constantemente solicitava seu conselho e se mostrava tão atencioso a ponto de dizer que daria seu sangue e anos de sua vida para prolongar a de Michelangelo, queria sempre que ele sentasse ao seu lado e abria caminho quando ele passava.
Para seus contemporâneos e sucessores imediatos, a influência visual de sua arte foi relativamente pequena e não pode ser comparada à influência de sua personalidade como um grande criador, nem guarda uma relação direta com a fama alcançada por suas maiores obras, possivelmente porque o seu modelo formal era considerado grandioso e sublime demais e, por isso, inibidor para a formação de uma verdadeira escola. Os casos em que se assinalou uma influência direta foram poucos e revelam uma dependência quase completa ao mestre, como foi o de Daniele da Volterra, o mais talentoso entre seus discípulos. Entretanto, em aspectos limitados ele continuou por muito tempo sendo considerado um modelo, especialmente no terreno do desenho anatômico. Na escultura ele contribuiu para cristalizar a forma da figura serpentinata, que teve uma grande penetração entre os maneiristas, e artistas importantes do Barroco como Rubens, Borromini, Ticiano, Tintoretto e Bernini devem algo às suas concepções. No século XIX Rodin também se mostrou sensível ao seu tratamento de volumes e superfícies. Na arquitetura sua obra também teve um impacto fertilizador sobre os criadores da geração seguinte, abrindo um caminho para experimentações livres e individuais a partir dos padrões clássicos ortodoxos.
Michelangelo foi o primeiro artista ocidental a reivindicar consistentemente sua independência criativa, e o prestígio de que desfrutou em vida, tornando-o um iluminado, um ser tocado pelo divino, desencadeou um processo de inversão das hierarquias do sistema de produção e consumo de arte que culminou na visão romântica do artista como um gênio isolado, incompreendido, semilouco, preocupado apenas com a expressão de si mesmo, atormentado por anelos insatisfeitos pelo infinito, à frente de seu tempo, perseguido por filisteus insensíveis e absolutamente livre de obrigações sociais ou morais para com seu público.
As primeiras análises substanciais da obra de Michelangelo apareceram nas duas biografias que foram escritas sobre ele enquanto ainda estava vivo, embora não se possa a rigor dizer que fossem críticas; são antes elogios efusivos ao seu talento e caráter pessoal. A primeira foi incluída no compêndio biográfico de Giorgio Vasari, As vidas dos mais excelentes pintores, escultores e arquitetos (1550). O texto inicia dizendo que "o benigno Regente dos Céus, vendo quão infrutiferamente os artistas se esforçavam para aperfeiçoar a arte, decidiu enviar à Terra um gênio capaz de, sozinho, levá-las todas à perfeição consumada". Mesmo com todo o elogio, Michelangelo, ao ler o trabalho, não ficou inteiramente satisfeito. Assim, seu discípulo Ascanio Condivi em 1553 escreveu sua Vida de Michelangelo Buonarroti, que contém dados fornecidos pelo próprio artista, mas mesmo esta versão de sua história não foi considerada de todo fiel, e contém muitos erros factuais importantes. Mas o tom da narrativa é o mesmo de Vasari. Por exemplo, ao descrever os afrescos da Capela Sistina, disse que ali estava tudo o que era possível fazer com a forma humana. Por outro lado, possui muita informação valiosa, e foi usada como uma das fontes de Vasari para sua segunda edição das Vidas, de 1568, que se tornou um texto canônico sobre ele, mas não deixou de criticar vários aspectos do trabalho de seu colega. Esses estudos se esforçaram por criar uma imagem pública de Michelangelo sob uma perspectiva heroica, divinizada e exemplar, apagam defeitos de caráter que eram notórios para os outros contemporâneos do artista, e inclusive negam peremptoriamente os boatos que diziam ele ser homossexual; Condivi chegou ao ponto de assegurar que ele era tão casto quanto um monge. Os elogios a ele em seu tempo foram incontáveis, e além do que Vasari e Condivi disseram, acrescentem-se mais alguns a título de ilustração: Benedetto Varchi disse que seu talento incomparável seria reconhecido até entre os bárbaros; Perino del Vaga o chamou de o deus do desenho; Ariosto disse que ele estava além dos mortais, e até Rafael Sanzio, que fora seu rival, falou que dava graças a Deus por ter nascido no tempo de Michelangelo.

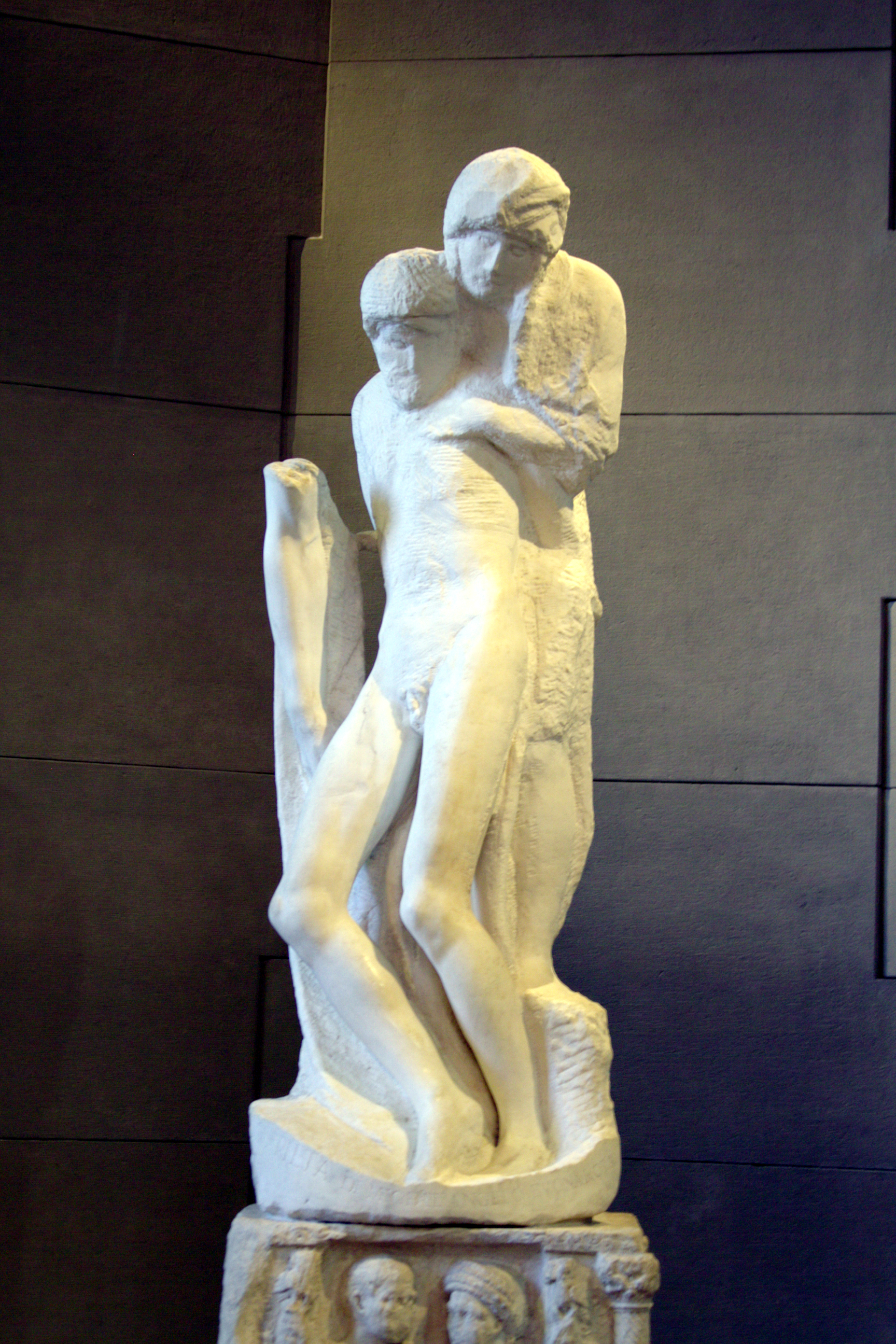
Pietà Rondanini, 1564, a última obra de Michelangelo. Castello Sforzesco, Milão

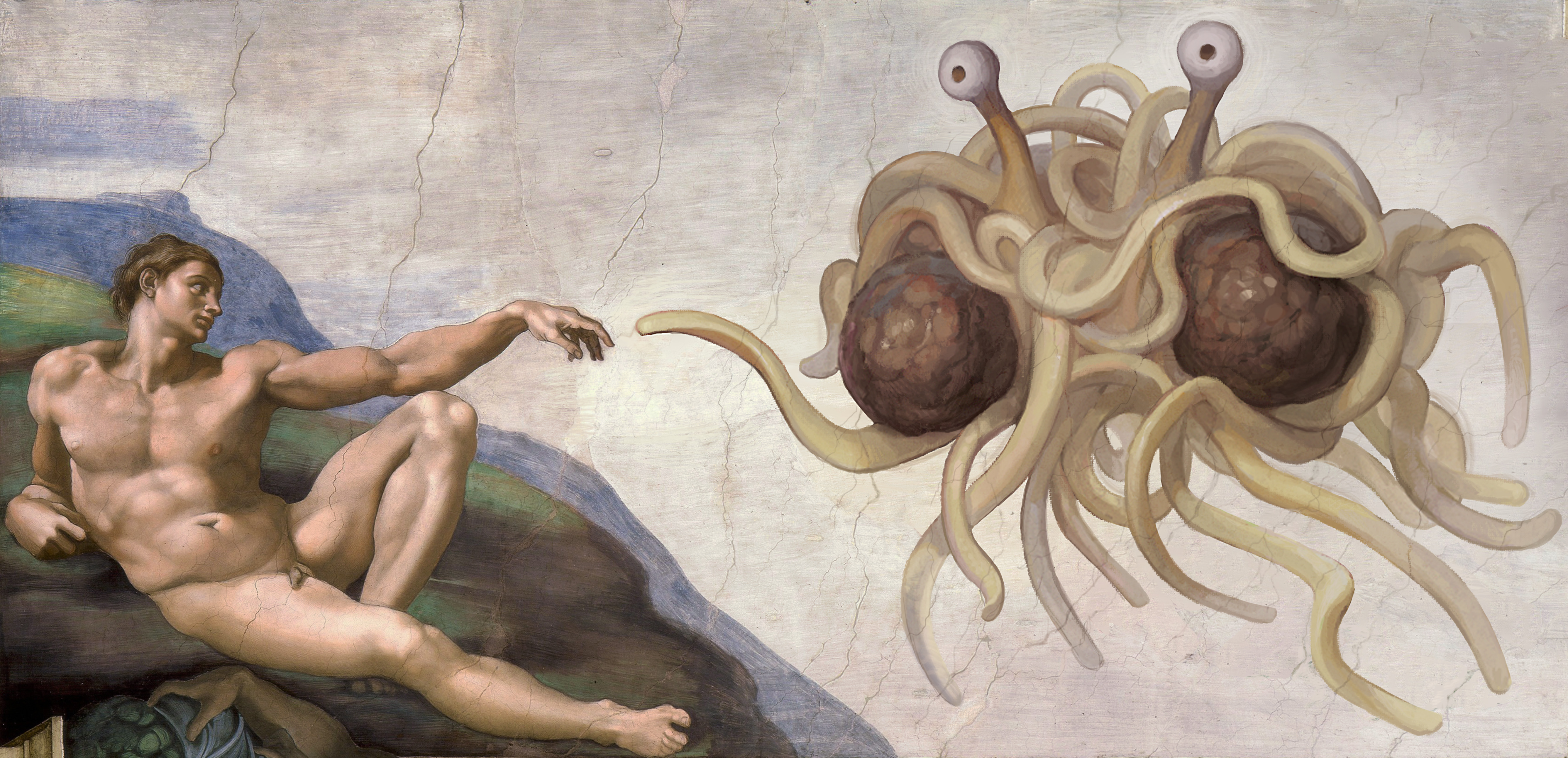
O Adão de Michelangelo incluído na iconografia do Monstro do Espaguete Voador, deus de uma paródia religiosa contemporânea.

Expressões semelhantes foram encontradas amiúde nos séculos seguintes. Goethe, depois de ver a Capela Sistina, disse que já não tinha prazer em observar a natureza, pois não mais encontrava nela a grandeza com que Michelangelo a retratara; foi uma influência sobre Winckelmann na sua conceitualização do Neoclassicismo, considerando-o um dos poucos artistas modernos a igualarem as realizações dos antigos gregos; foi um paradigma para todos os artistas românticos pelo caráter autobiográfico de sua obra, pela sua paixão e ambição; Yeats louvou a sua capacidade de imitar a natureza e viu sua obra como uma confirmação de suas próprias inclinações a valorizar a vida física; Freud disse que nenhuma outra obra de arte o impressionara tanto como o Moisés, deu uma interpretação psicológica para ele relacionando-o a figuras de autoridade e à força da justa indignação, e viu em seu idealismo patriarcal uma expressão concreta da mais alta conquista intelectual possível para a humanidade. Foi admirado até por artistas das vanguardas iconoclastas do século XX, como Henry Moore, que o chamou de sobre-humano.
A despeito da tendência moderna de se estudar a arte dentro de uma óptica acadêmica que tem muito do racionalismo e objetividade da ciência, ainda em tempos recentes são comuns expressões bombásticas para descrever sua vida e obra. Como exemplo, Sir Kenneth Clark disse que Michelangelo foi um dos maiores eventos na história do homem ocidental, e André Malraux o chamou de o inventor do Herói. Antonio Paolucci considerou esse fenômeno como virtualmente impossível de ser evitado, dada a enorme pressão nesse sentido exercida pela reiteração continuada de um processo de deificação acrítica e incondicional ao longo de séculos, em uma dimensão tal que nenhum outro artista experimentou. De uma forma bastante clara, ele foi o primeiro grande artista moderno, e permanece como o protótipo do conceito de gênio até os dias de hoje.

### Na cultura
Michelangelo foi um dos poucos artistas do mundo erudito que puderam penetrar na cultura popular e criar um folclore a seu respeito. Ele deu o nome a uma quantidade de pessoas, estabelecimentos de ensino, empresas e produtos comerciais de vários tipos, incluindo uma mão biônica. É nome de um vírus de computador, de um grande transatlântico, de um asteroide, de uma cratera no planeta Mercúrio, de uma das Tartarugas Ninjas, e sua figura foi retratada no cinema, sendo considerado um clássico o filme The Agony and the Ecstasy (1965), dirigido por Carol Reed e com Charlton Heston no papel do artista.[carece de fontes?]